# ポーランドの観光地

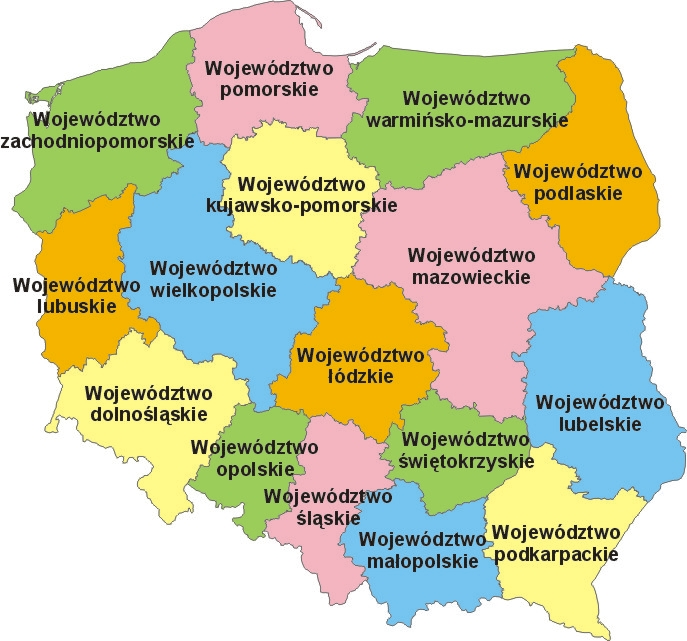
ポーランドの県

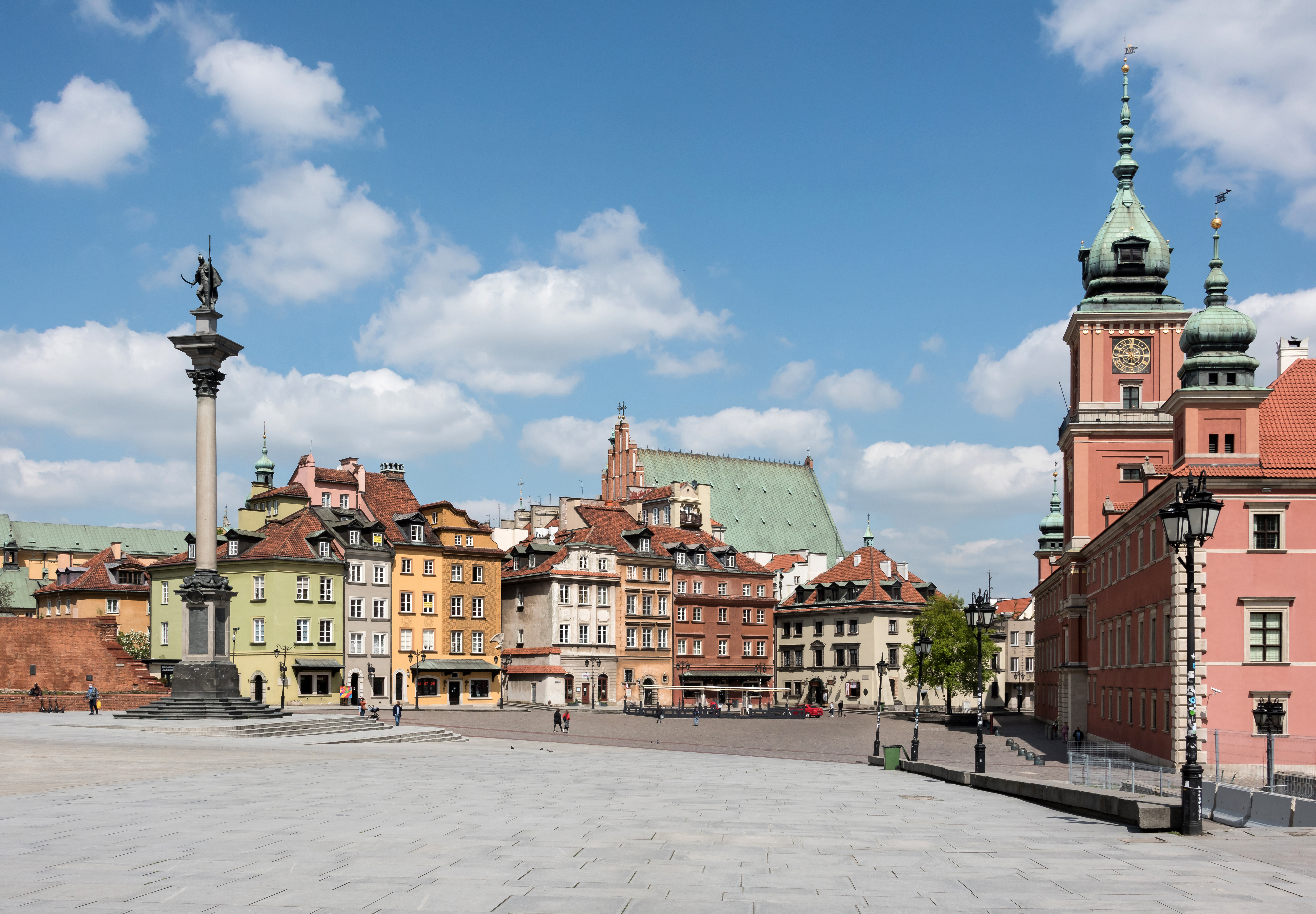
ワルシャワ王宮前広場

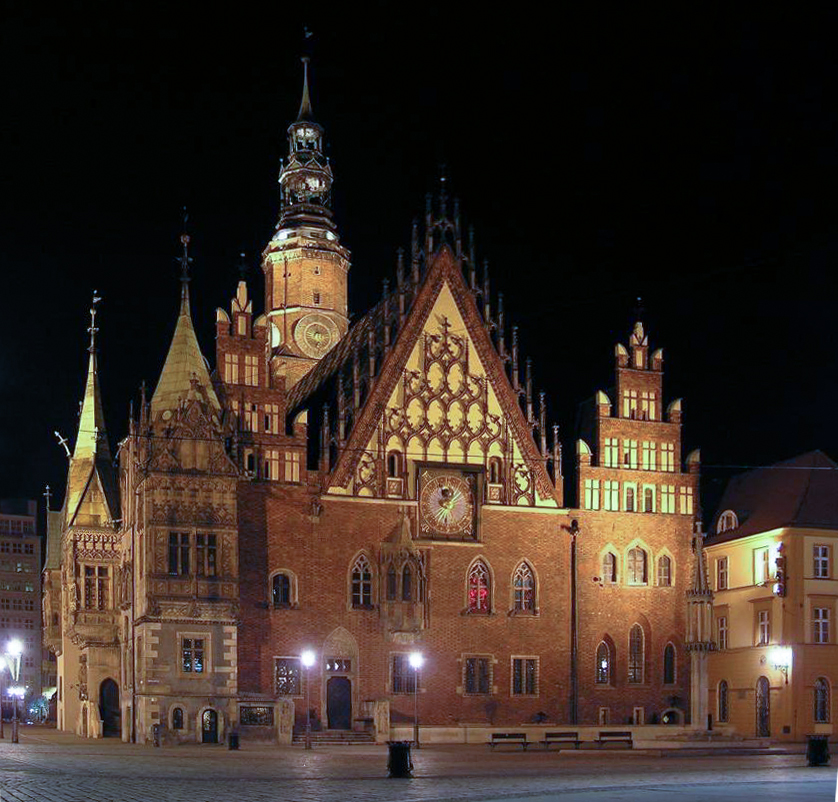
ヴロツワフ

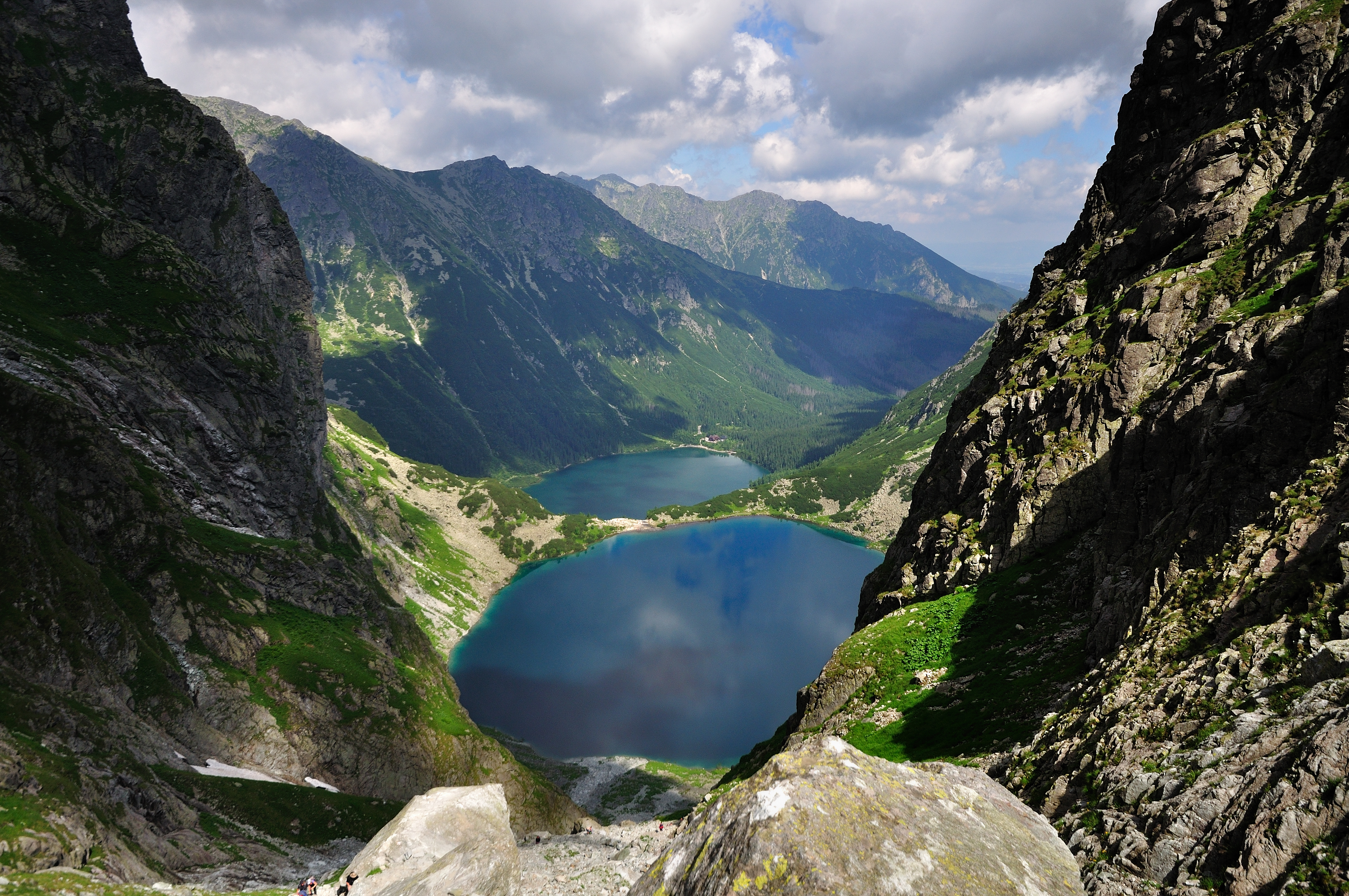
タトラ山脈

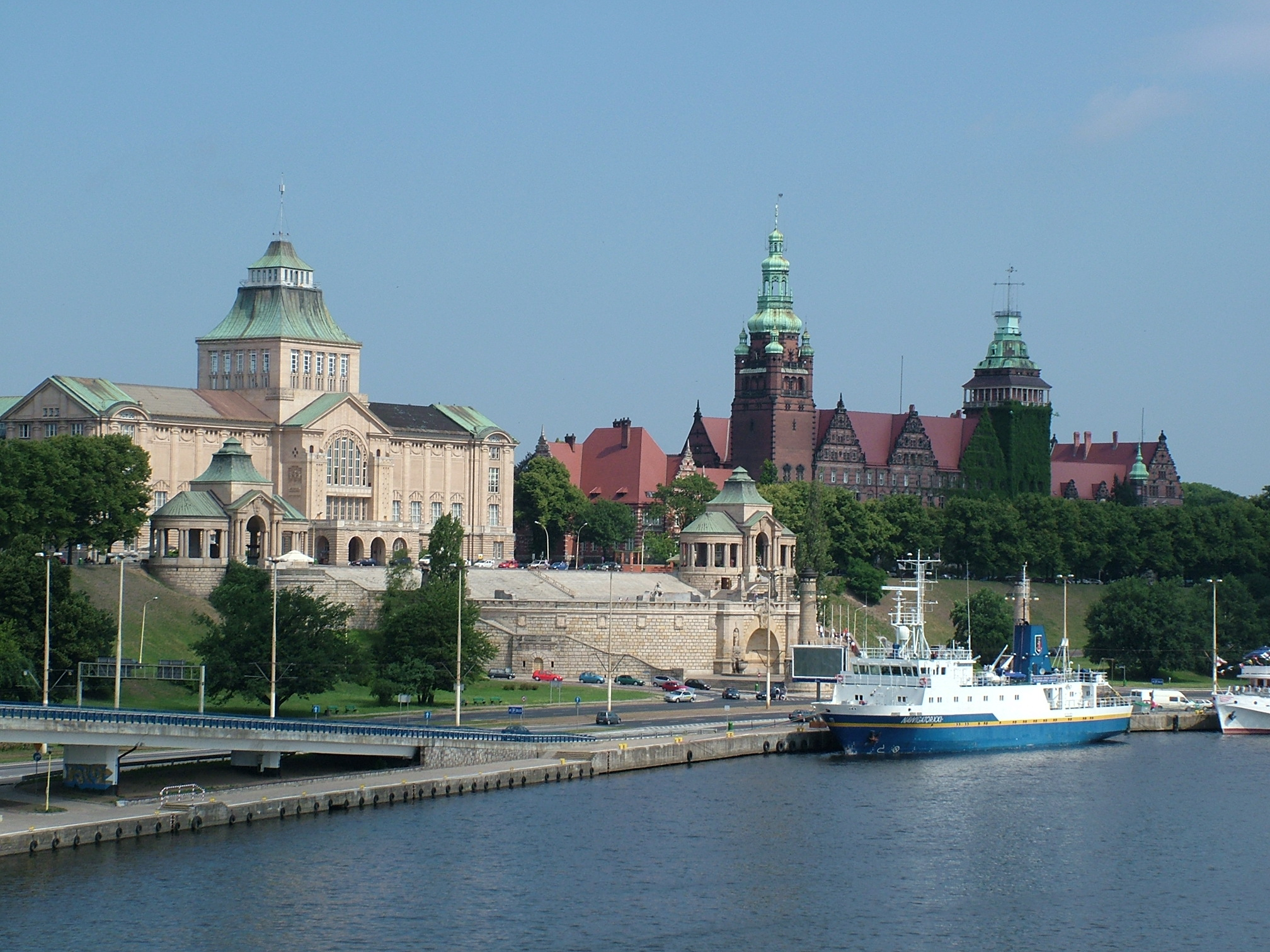
オーデル川, シュチェチン

ポーランドの観光地（ポーランドのかんこうち）では、ポーランドの観光について述べる。

## 概要
1989年12月25日までポーランド全土は冷戦体制のもとで東側諸国の重要な軍事拠点となり外国人に門戸が閉ざされていた。冷戦が終わってポーランドに駐留していたソ連軍が全面撤退してから約20年たったヨーロッパの中核地域。2007年12月21日にはシェンゲン協定に加盟し、シェンゲン協定加盟国すべてとの往来がパスポートなしで可能となった。

### ポーランドの治安
2013年における経済協力開発機構 (OECD) 加盟国の治安ランキングによると、ポーランドの治安の安全性は、36カ国中日本に次いで2位、3位はイギリス。。国連、UNODCによる人口10万人当たりの発生率では、強盗率（2012年）70カ国中、37位　43.67件。（日本、64位 2.87件）
ポーランドの犯罪被害はまれで、アイルランド、イギリス、アイスランド、エストニア、オランダ、デンマーク、スイス、ベルギー、スウェーデン、ノルウェーといった、一般に「治安がよい」と考えられている国々よりも犯罪被害率が低い。この低い犯罪被害率でさえ年々さらに激減しており（2004年から2010年にかけての7年間で25%の減少）、ポーランドの警察への国民の信頼度は非常に高い。また、ポーランド人にはヨーロッパ人のうち犯罪被害に遭うのを最も恐れる用心深い気質がある。
ヨーロッパ人の間に定着した偏見として、「ポーランドでは自動車の盗難が多い」と言われるが、実際のところポーランドの自動車の盗難率はイギリス、デンマーク、アイルランド、スペイン、ポルトガル、オランダ、アイスランド、イタリア、ノルウェーなどといった国々より低い。

### 世界遺産など
世界遺産の数は全部で13件あり（中東欧地域で3番目)。ユネスコ生物圏保護区が9か所ある。
古都クラクフの旧市街にある中央広場（Rynek Głowny）は「世界で最も美しい広場」と評価されている。

### 問題点
看板等の表示や列車での音声案内などがポーランド語だけである場合が多く、英語の表示や音声案内が少ないことはポーランドを訪れる外国人観光客の多くが不満を持つ点である。またポーランドの鉄道は共産主義時代から働いている職員が窓口にいることが多く、英語は通じない。

### 交通機関

#### 鉄道

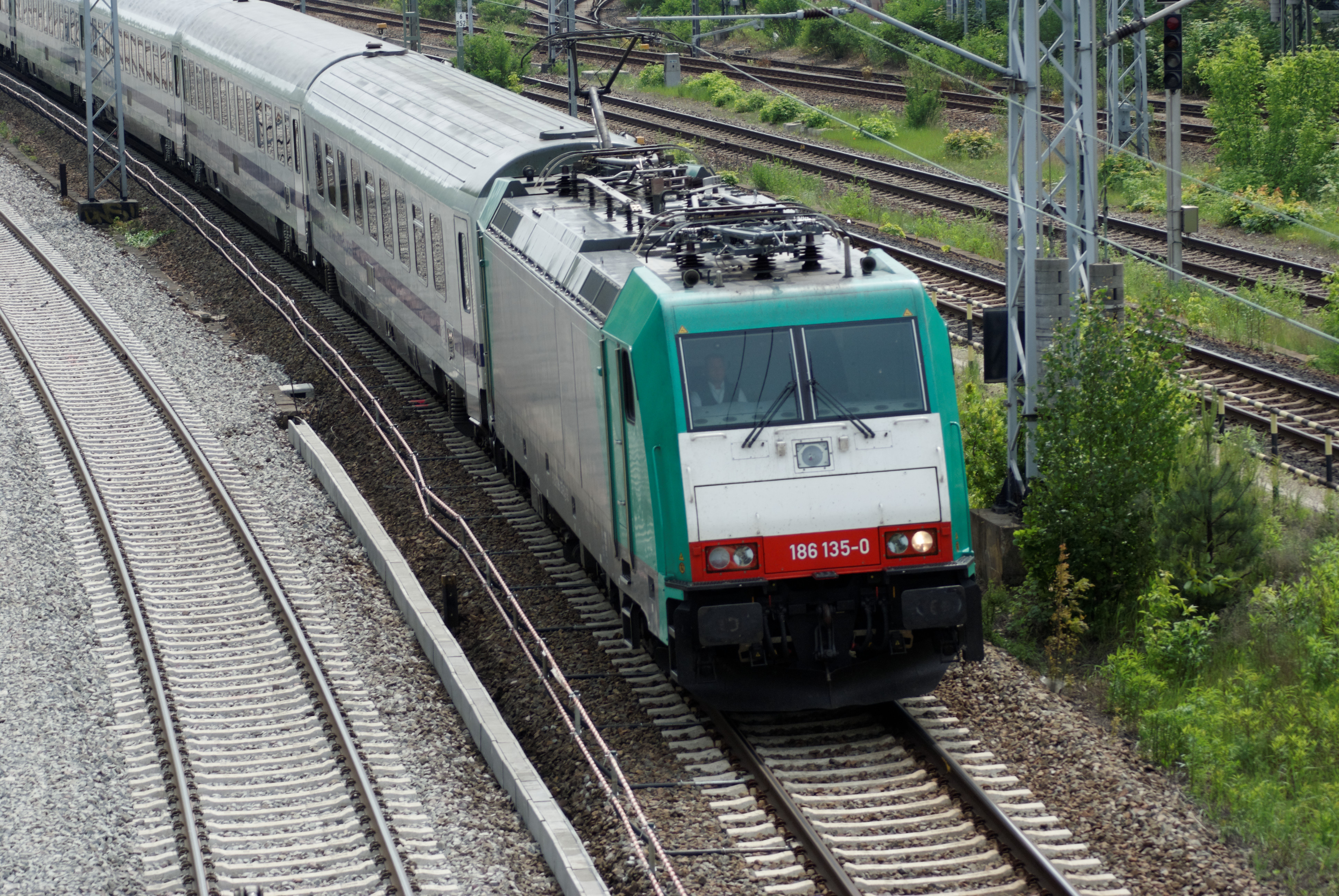
PKPユーロシティー

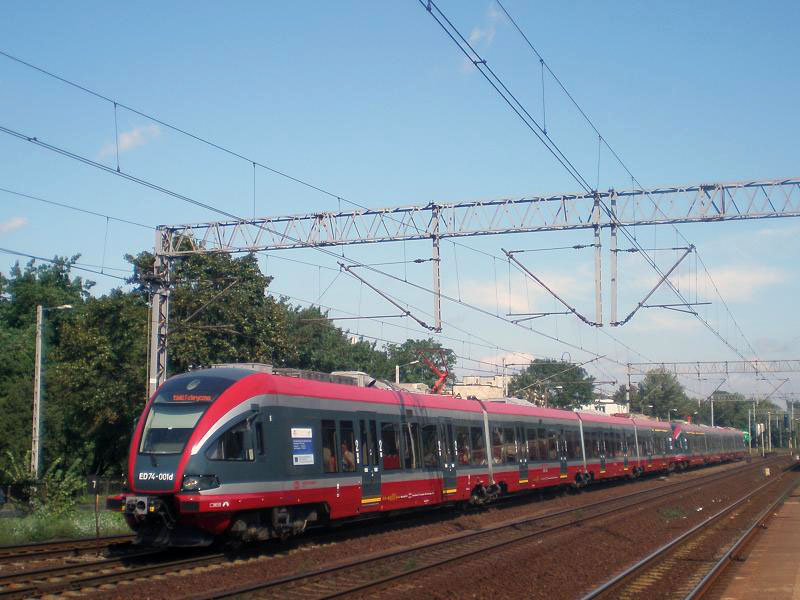
PKPリージョナルトランスポートの電車

鉄道は2001年に民営化されているもと国有の「ポーランド鉄道グループ（Polskie Koleje Państwowe、PKP）」が総延長23,429km、国内の主要鉄道網（線路等の施設は国有）の列車と国際列車を運営している。

#### 長距離バス

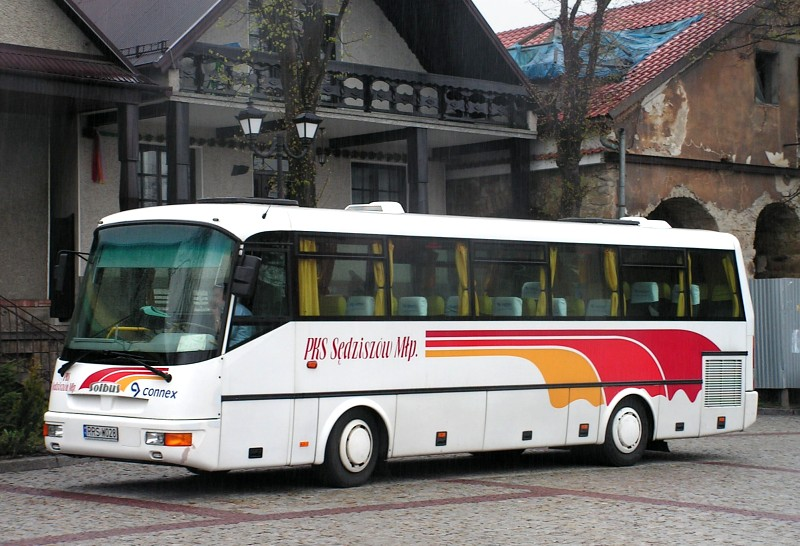
田舎の村をつなぐポーランド道路交通社（PKS）の地方バス

長距離バスは「ポーランド道路交通社（Państwowa Komunikacja Samochodowa、PKS）」の各社、「ポーランド鉄道社（PKP）」、「ユーロラインズ・ポーランド社（Eurolines Poland）」、「ポルスキ・エクスプレス社（Polski Express）」などによって運行されている。PKSはもと国営であるが、民営化後、各主要都市ごとに分社化した。冬期、暖房のない長距離バスが運行されているので注意する。

ポーランド各所の空港

小規模のバス会社がいくつかある。各地方で都市間を結ぶバスを運営し、バスターミナルは主に各地のPKSが運営する。

#### 飛行機

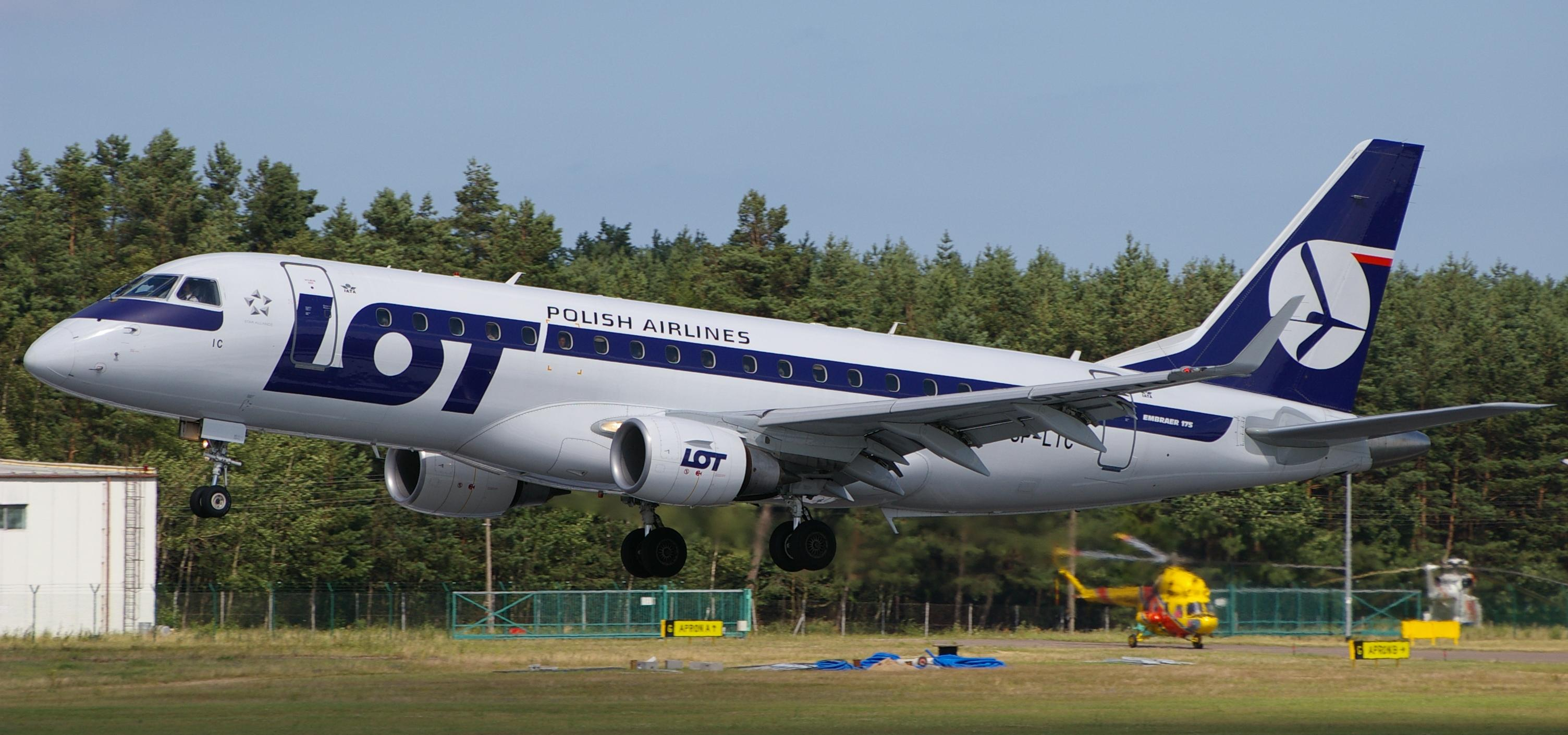
LOTポーランド航空国内線

国内の各都市間やその他のヨーロッパ各都市への飛行機がある。

#### 船

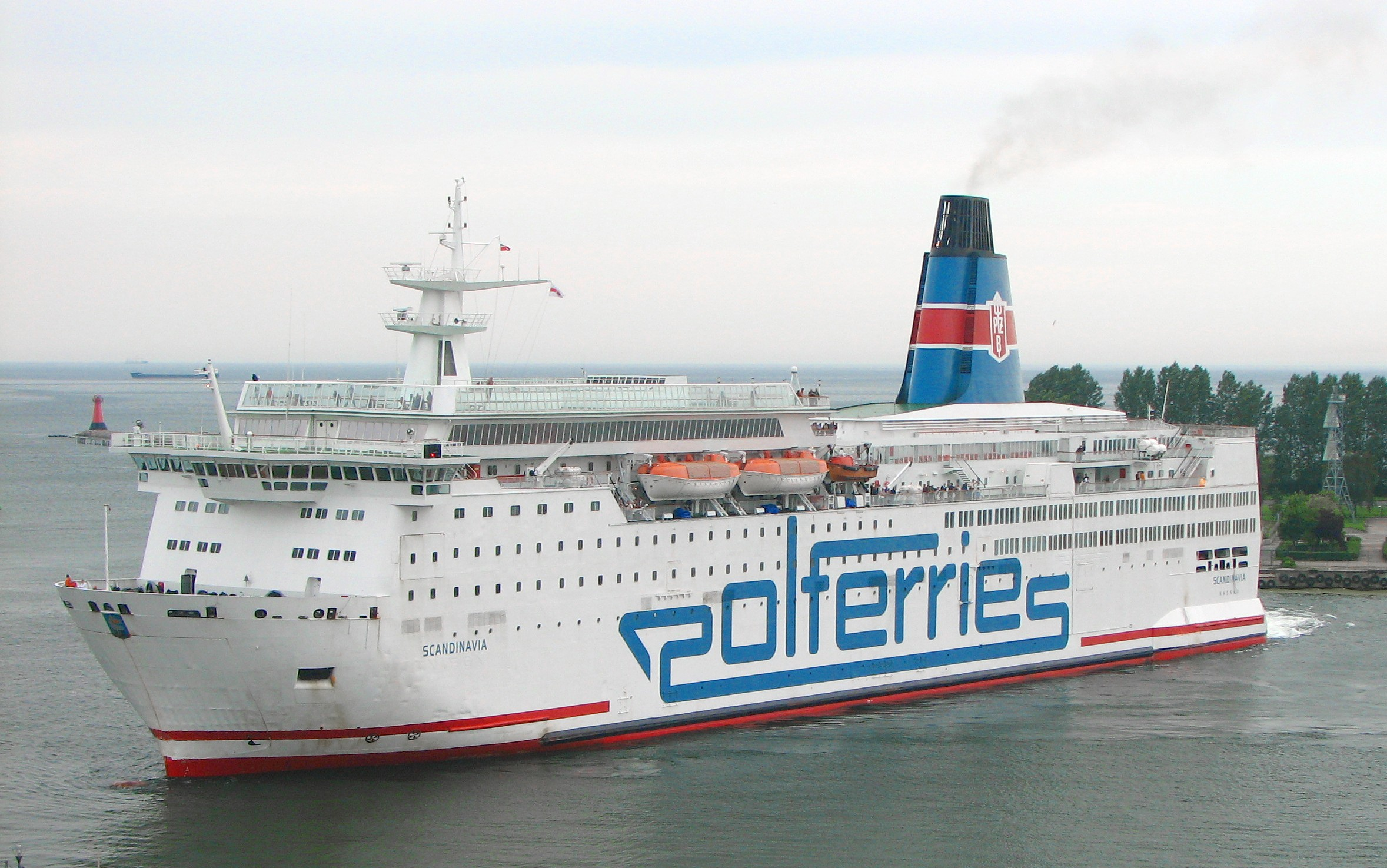
ポルフェリーズ社のフェリー「スカンディナヴィア号」

ポーランドには河川や運河を利用した総延長3,812kmの水上交通網がある。
海上主要港は、グダニスク、グディニャ、シュチェチン＝シフィノウイシチェ、ウストカ、コウォブジェク。

#### 市内交通

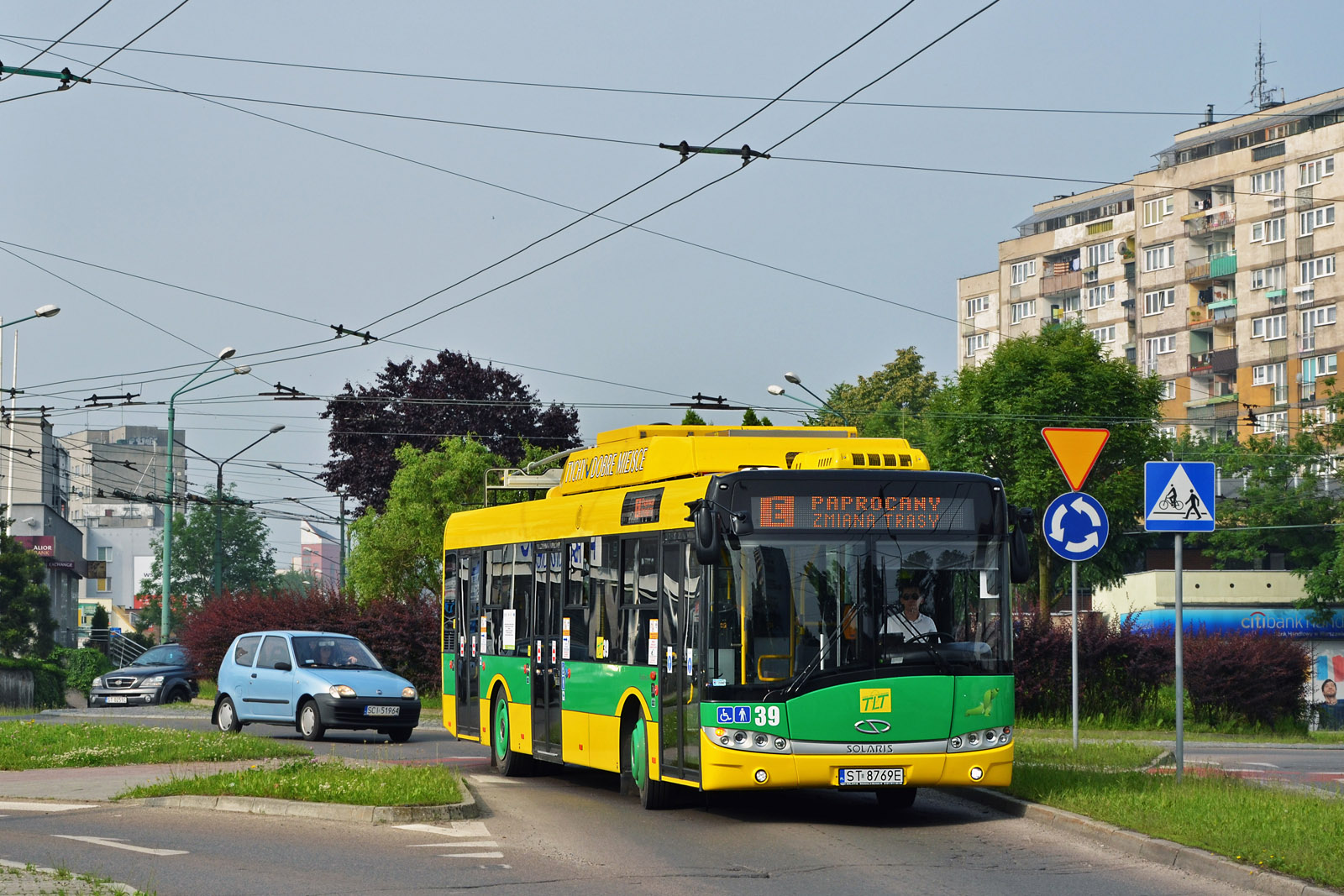
ティヒ（Tychy）の住宅地を走るトロリーバス

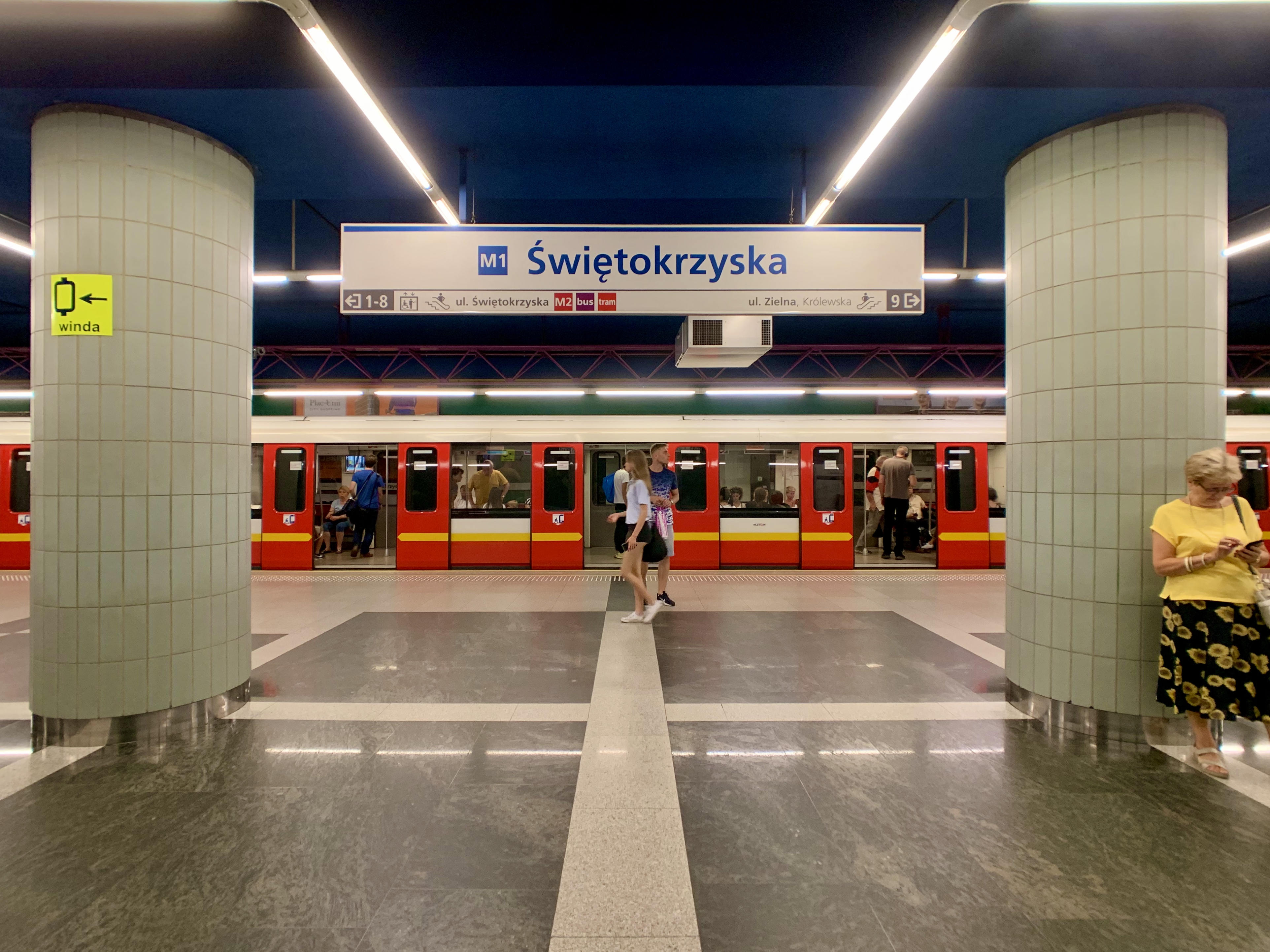
ワルシャワの地下鉄（メトロ）の駅

都市内の公共交通にはバスと路面電車（トラム）があり、路面電車は国内30都市で運行する。
グディニャ、ソポト（の一部）、ルブリン、テュィヒュィ（Tychy）ではトロリーバスもある。
ワルシャワには地下鉄（メトロ）がある。

#### 道路事情

計画/建設中の高速道路/準高速道路網

ポーランドは高速道路や都市バイパスが少なく、幹線道路や都市部は混雑することがよくあり、舗装路面が痛んでいる。交通事故死亡者数はヨーロッパで最多となっている。

#### タクシー

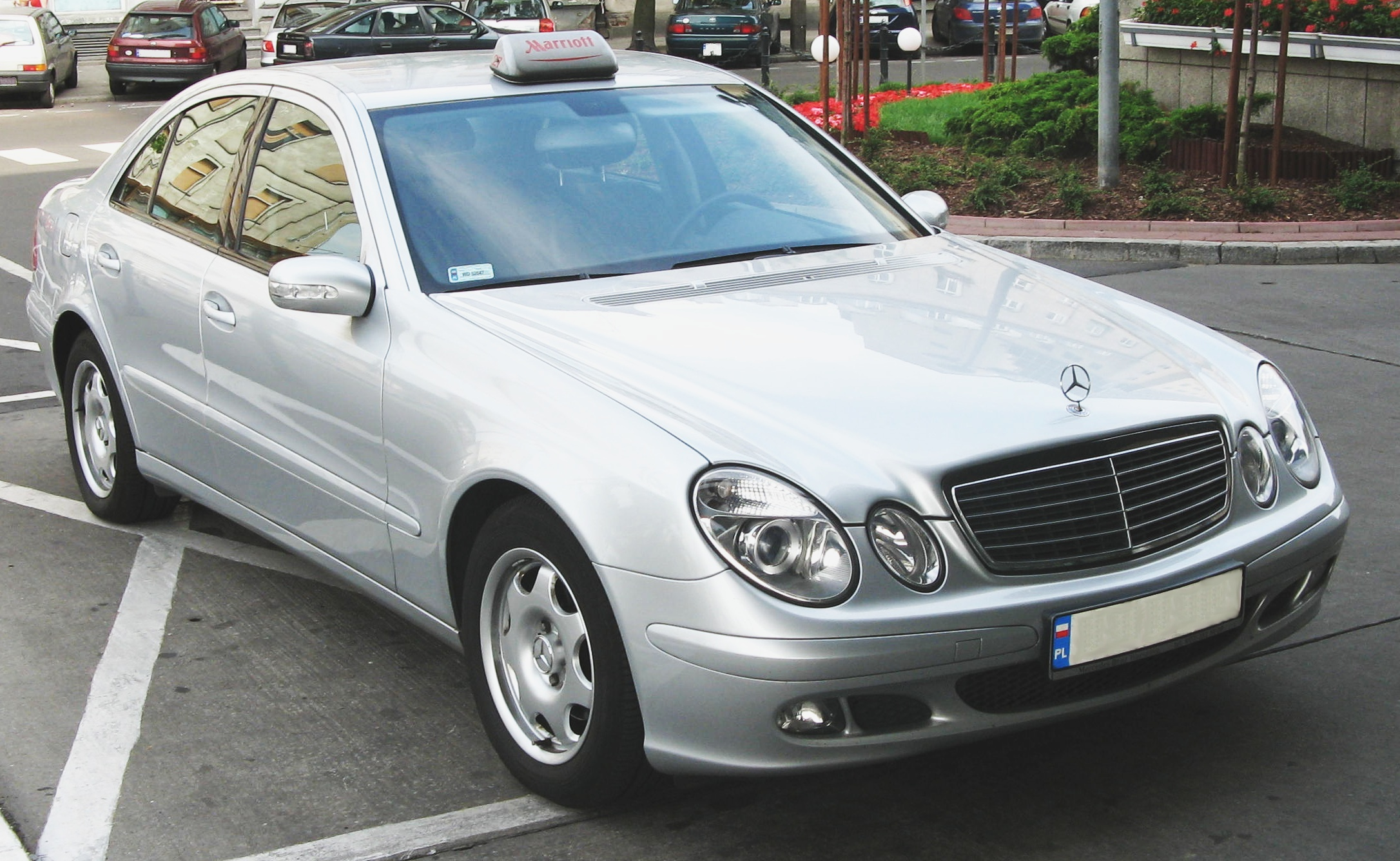
ホテルのタクシー

客からの電話に応じて無線で配車をしている市内タクシー（ラジオタクシー）はメーター制である。初乗り料金や料金単位は各自治体で異なるが、同じ自治体では業者にかかわらず同一である。
空港や主要駅などには個人営業のいわゆる白タクがいることがあり、交渉によっては（特に長距離移動では）正規のタクシーよりかなり安くなることがあるが、市内移動などの近距離では正規のタクシーより高い料金を提示されることが多いので、近距離移動に白タクを使うのは避けたほうがよい。
ホテルが自前の送迎タクシーを持っている場合があるが、高級車を使用しているため、特別な許可を得て高めの料金設定をしている。
遠隔地の空港などと目的地の間で運行される長距離タクシーもあり正規の運行をしているが、これも近距離移動では通常の市内タクシーより料金が高くなるので近距離の利用には避けたほうがよい。
公営のタクシースタンドは正規の市内タクシー（ラジオタクシー）しか利用できない。

## 主な観光地の一覧
ポーランドの主な観光地を以下に列挙する。

### 世界遺産
世界遺産の正式登録地は13箇所
- クラクフ歴史地区 - （1978年）
- ヴィエリチカ岩塩坑 - （1978年）
- アウシュヴィッツ強制収容所 - （1979年）
- ワルシャワ歴史地区 - （1980年）
- ザモシチ旧市街 - （1992年）
- トルンの中世都市 - （1997年）
- マルボルクのドイツ騎士団の城 - （1997年）
- カルヴァリア・ゼブジドフスカ：マニエリスム様式建築と公園が織りなす景観および巡礼公園 - （1999年）
- ヤヴォルとシフィドニツァの平和教会群 - （2001年）
- 南部小ポーランドの木造聖堂群 - （2003年）
- ムスカウ公園 - （2004年）注1
- ヴロツワフの百周年記念ホール -（2006年）
- ベラヴェシュスカヤ・プーシャ/ビャウォヴィエジャの森 - （1979年、1992年拡大）注2

### 県の一覧

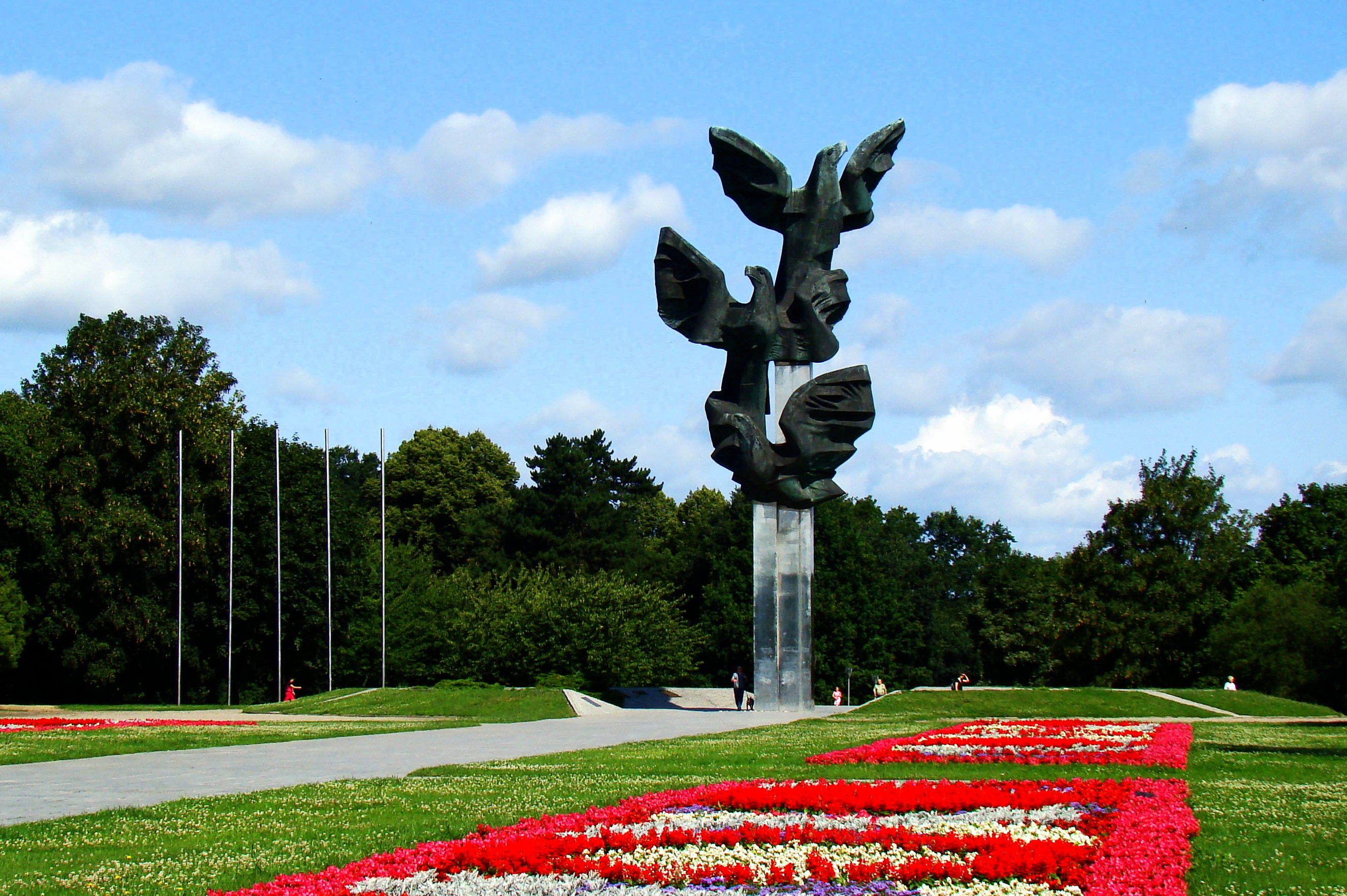
シュチェチン

西ポモージェ県（Województwo zachodniopomorskie）
- シュチェチン（Szczecin）
- シフィノウイシチェ（Świnoujście）
- コウォブジェク（Kołobrzeg）
- コシャリン（Koszalin）
- スタルガルト・シュチェチンスキ（Stargard Szczeciński）
- ゴレニュフ（Goleniów）

ポモージェ県（Województwo pomorskie）
- グダニスク（Gdańsk）
- グディニャ（Gdynia）
- ヘル半島（Mierzeja Helska）
- マルボルク（Malbork）（世界遺産）
- オリヴァ（Oliwa）
- ポモージェ（Pomorze）地方の大砂丘（ユネスコ生物圏保護区）
- ソポト（Sopot）

ヴァルミア・マズールィ県（Województwo warmińsko-mazurskie）
- バルチャヌィ（Barciany）
- エルブロンク（Elbląg）
- フロムボルク（Frombork）
- グルンヴァルト（Grunwald）
- ミコワイキ（Mikołajki）
- ムロンゴヴォ（Mrągowo）
- オルシュティン（Olsztyn）
- オストゥルダ（Ostróda）

ポドラシェ県（Województwo podlaskie）
- アウグストゥフ（Augustów）
- ビャウィストク（Białystok）
- ビェブジャ国立公園（Biebrzański Park Narodowy）
- ビャウォヴィエジャの森（Puszcza Białowieska） - ベラルーシに広がる

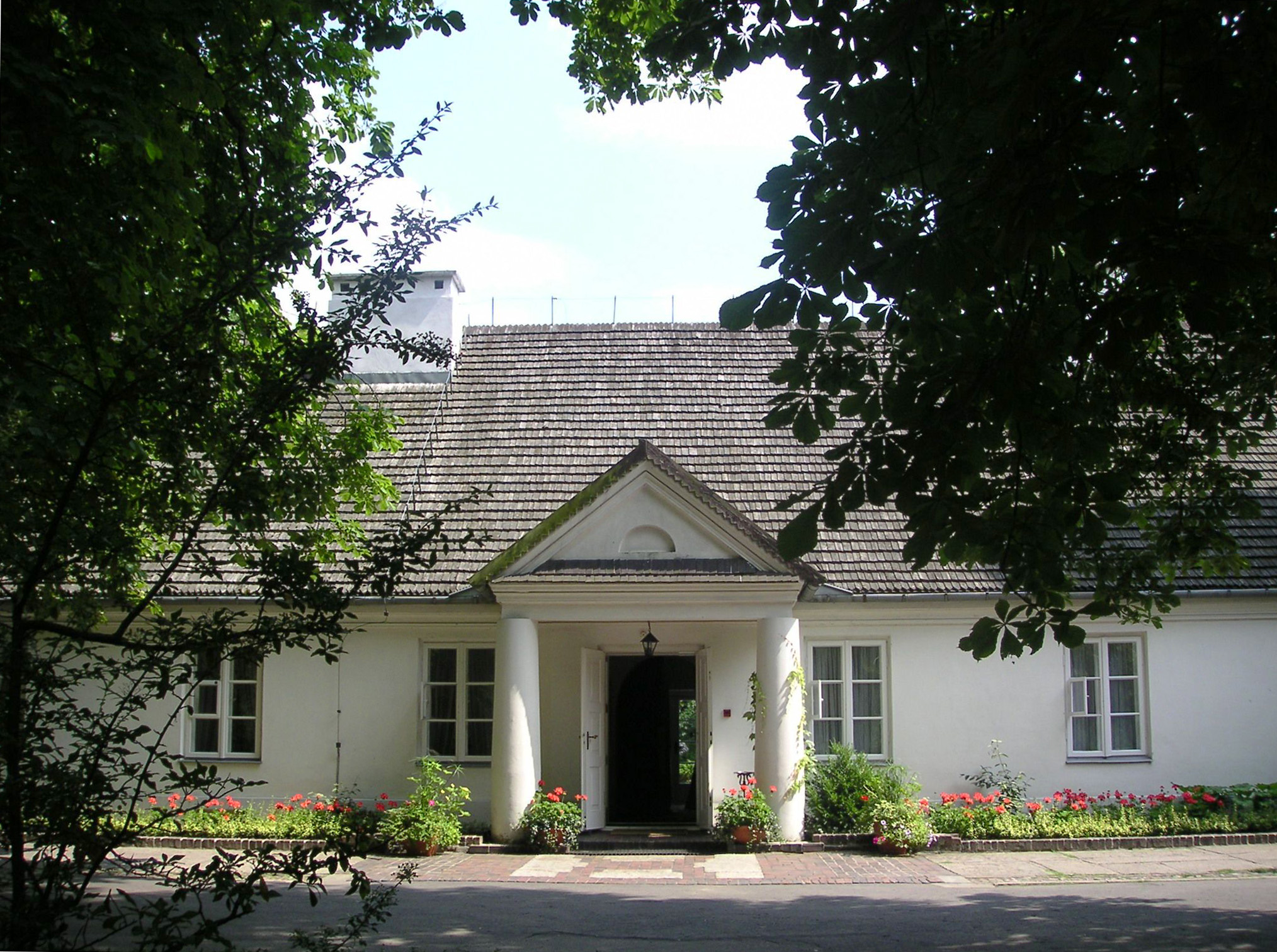
ジェラゾヴァ・ヴォラ, ショパンの生家

マゾフシェ県（Województwo mazowieckie）
- プウォツク（Płock）
- ワルシャワ（Warszawa）（世界遺産あり）
- ジェラゾヴァ・ヴォラ（Żelazowa Wola）

クヤヴィ・ポモージェ県（Województwo kujawsko-pomorskie）
- ビスクピン（Biskupin）
- トルニ（Toruń）（世界遺産あり）
- ヴェネツヤ（Wenecja）
- ビェジグウォフスキ城（Zamek Bierzgłowski）
- ジュニン（Żnin）

ウッチ県（Województwo łódzkie）
- ウッチ（Łódź）

ヴィエルコポルスカ県（Województwo wielkopolskie）
- グニェズノ（Gniezno）
- カリシュ（Kalisz）
- ポズナニ（Poznań）
- ヴィエルコポルスカ地方（Wielkopolska）の湖水地方 – ルブシュ県とクヤヴィ・ポモージェ県に広がる
- ヴォルシュティン（Wolsztyn）

ルブシュ県（Województwo lubuskie）
- ウェンクニツァ（Łęknica）（世界遺産あり）
- ジェロナ・グラ（Zielona Góra）

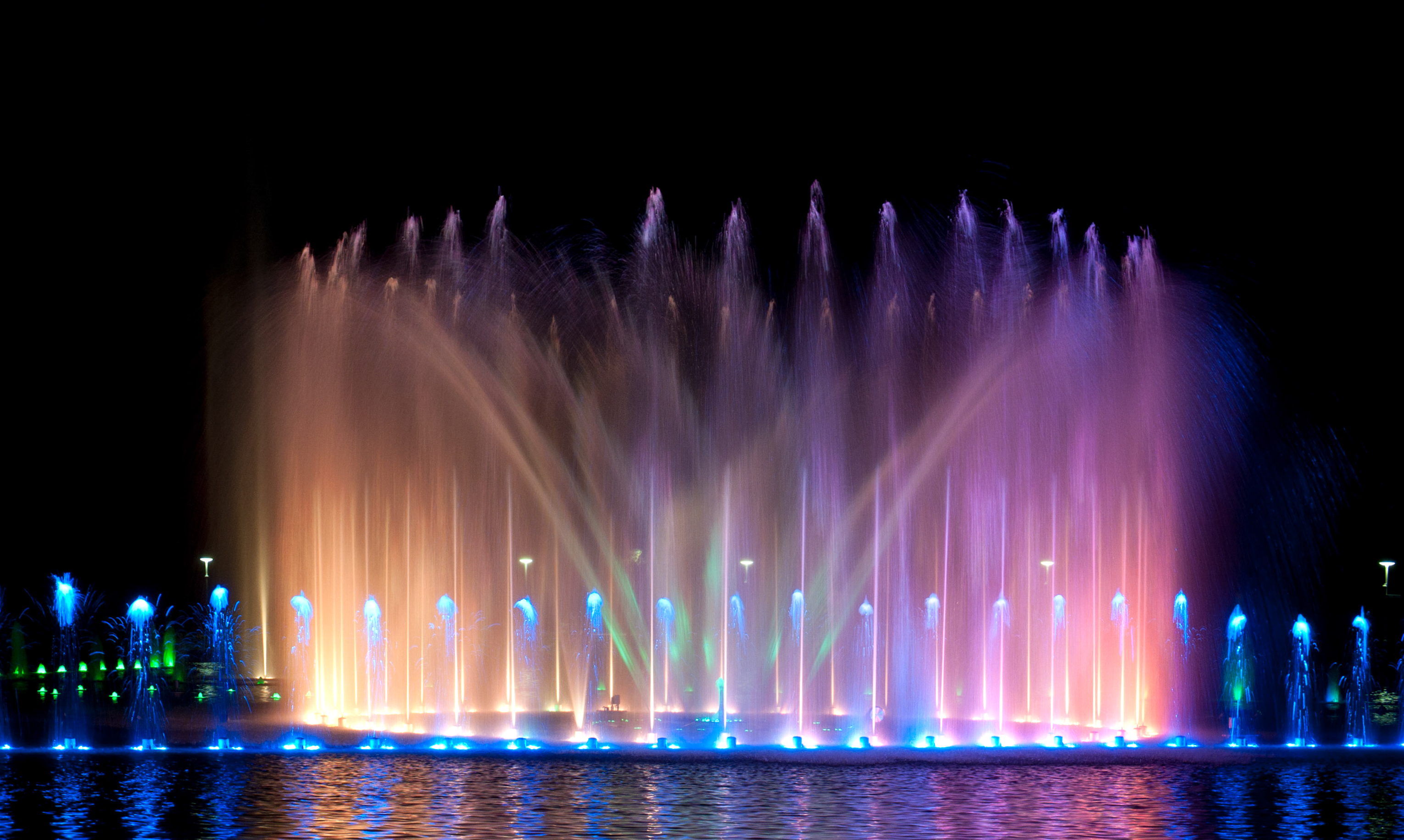
ヴロツワフ

ドルヌィ・シロンスク県（Województwo dolnośląskie）
- ヴロツワフ（Wrocław）（世界遺産あり）
- グウォグフ（Głogów）
- ヤヴォルとシフィドニツァの平和教会群 - ヤヴォル（Jawor w powiecie jaworskim） - ヤヴォル郡（Powiat jaworski, シフィドニツァ（Świdnica）（世界遺産あり））
- イェレニャ・グーラ（Jelenia Góra）
- レグニツァ（Legnica）
- ヴァウブジフ（Wałbrzych）

オポーレ県（Województwo opolskie）
- オポーレ（Opole）
- ニサ (ポーランド)（Nysa）

シロンスク県（Województwo śląskie）
- ビェルスコ＝ビャワ（Bielsko-Biała）
- チェンストホヴァ（Częstochowa）
- コニャクフ村（Koniaków）
- ブウェドゥフ砂漠（Pustynia Błędowska)

シフィェンティクシシュ県（Województwo świętokrzyskie）
- サンドミェシュ（Sandomierz）

マウォポルスカ県（Województwo małopolskie）
- バビツェ（Babice）
- ビェチュ（Biecz）
- ボフニャ（Bochnia）

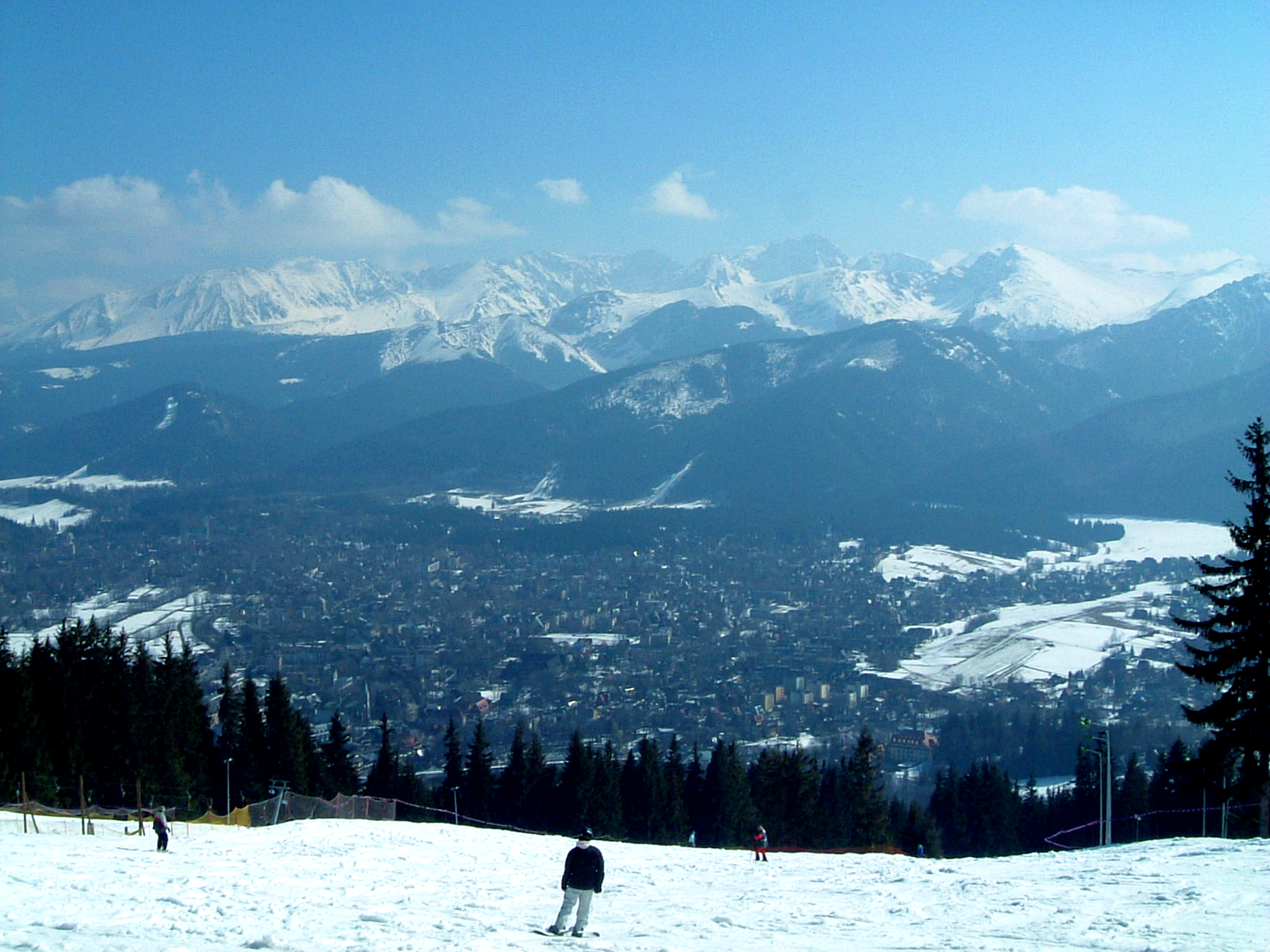
タトラ山脈, ザコパネ

- カルヴァリア・ゼブジドフスカ（Kalwaria Zebrzydowska）（世界遺産あり）
- クラクフ（Kraków）（世界遺産2件あり）
- マウォポルスカ（Małopolska）南部の木造教会群 – マウォポルスカ県とポトカルパチェ県の村々（世界遺産あり）
  - ビナロヴァ村（Binarowa）
  - ブリズネ村（Blizne）
  - デンブノ・ポドハラニスキェ村（Dębno Podhalańskie）
  - ハチュフ村（Haczów）
  - リプニツァ・ムロヴァナ村（Lipnica Murowana）
  - センコヴァ村（Sękowa）
- ニェヂツァ（Niedzica）
- ノヴァ・フタ（Nowa Huta）
- ノヴィ・ソンチ（Nowy Sącz）
- オシフィエンチム（Oświęcim）（世界遺産「アウシュヴィッツ＝ビルケナウ強制収容所」あり）
- ドゥナイェツ峡谷（Przełom Dunajca）
- タルヌフ（Tarnów）
- ヴァドヴィツェ（Wadowice）
- ザコパネ（Zakopane）
- ザリピェ村（Zalipie）

ルブリン県（Województwo lubelskie）
- カジミェシュ・ドルヌィ（Kazimierz Dolny）
- ルブリン（Lublin）
- プワヴィ（Puławy）
- ザモシチ（Zamość）（世界遺産あり）

ポトカルパチェ県（Województwo podkarpackie）
- バラヌフ・サンドミェルスキ（Baranów Sandomierski）
- ジェシュフ（Rzeszów）

## ギャラリー

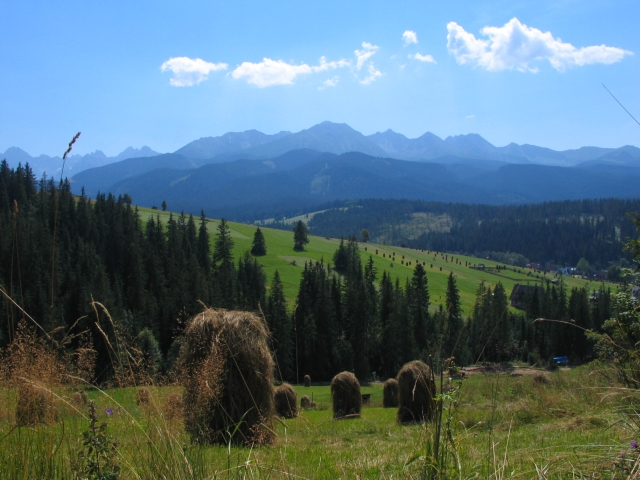
タトラ山脈の丘陵地帯の牧草地
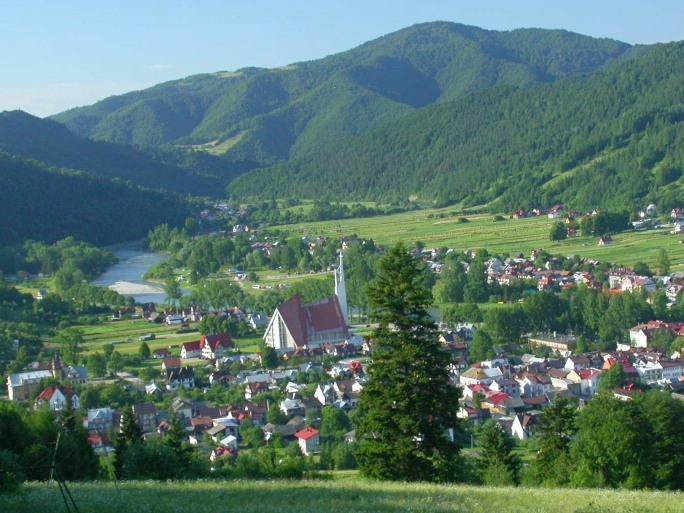
ピェニヌィ山地の村
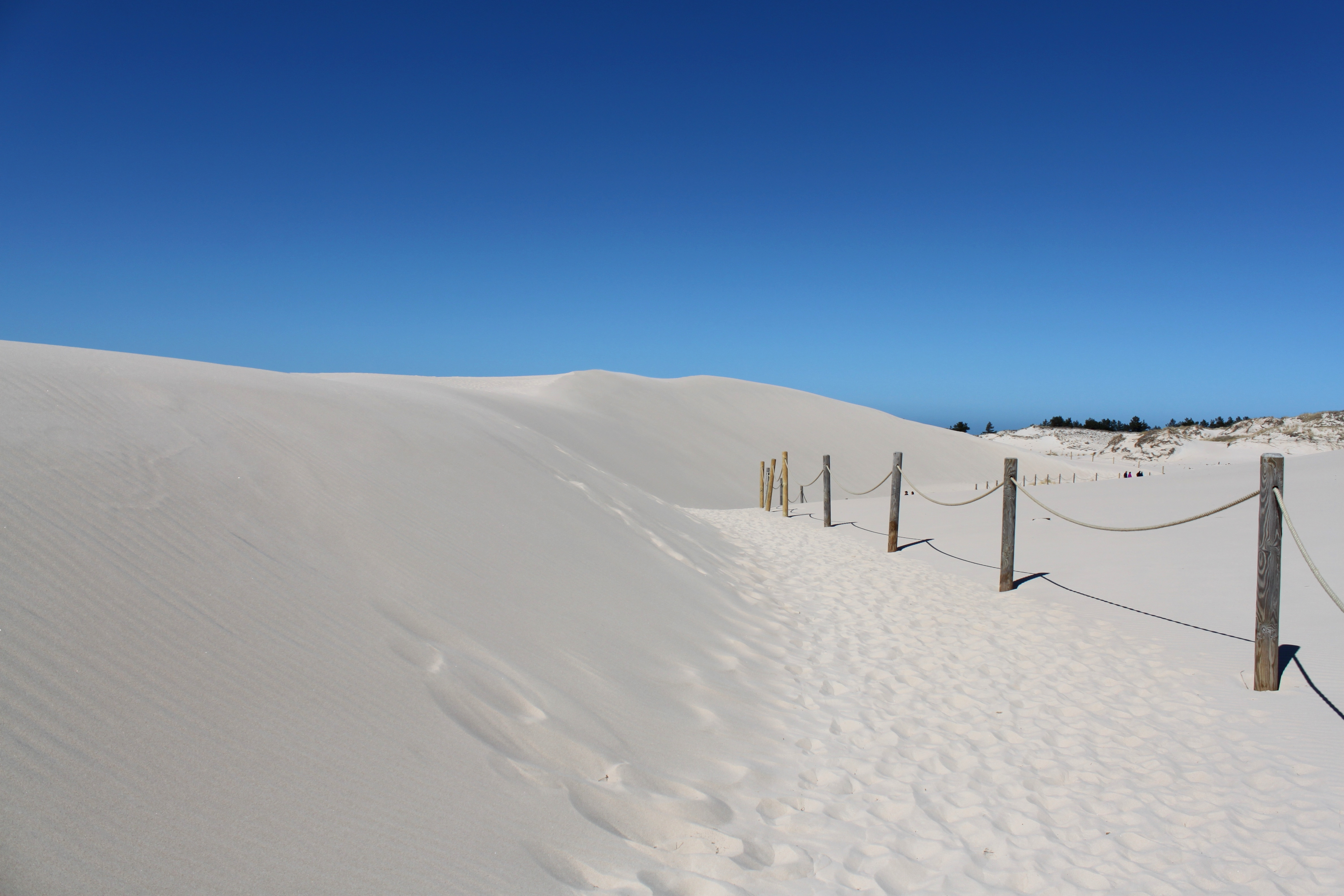
ポモージェ地方の大砂丘
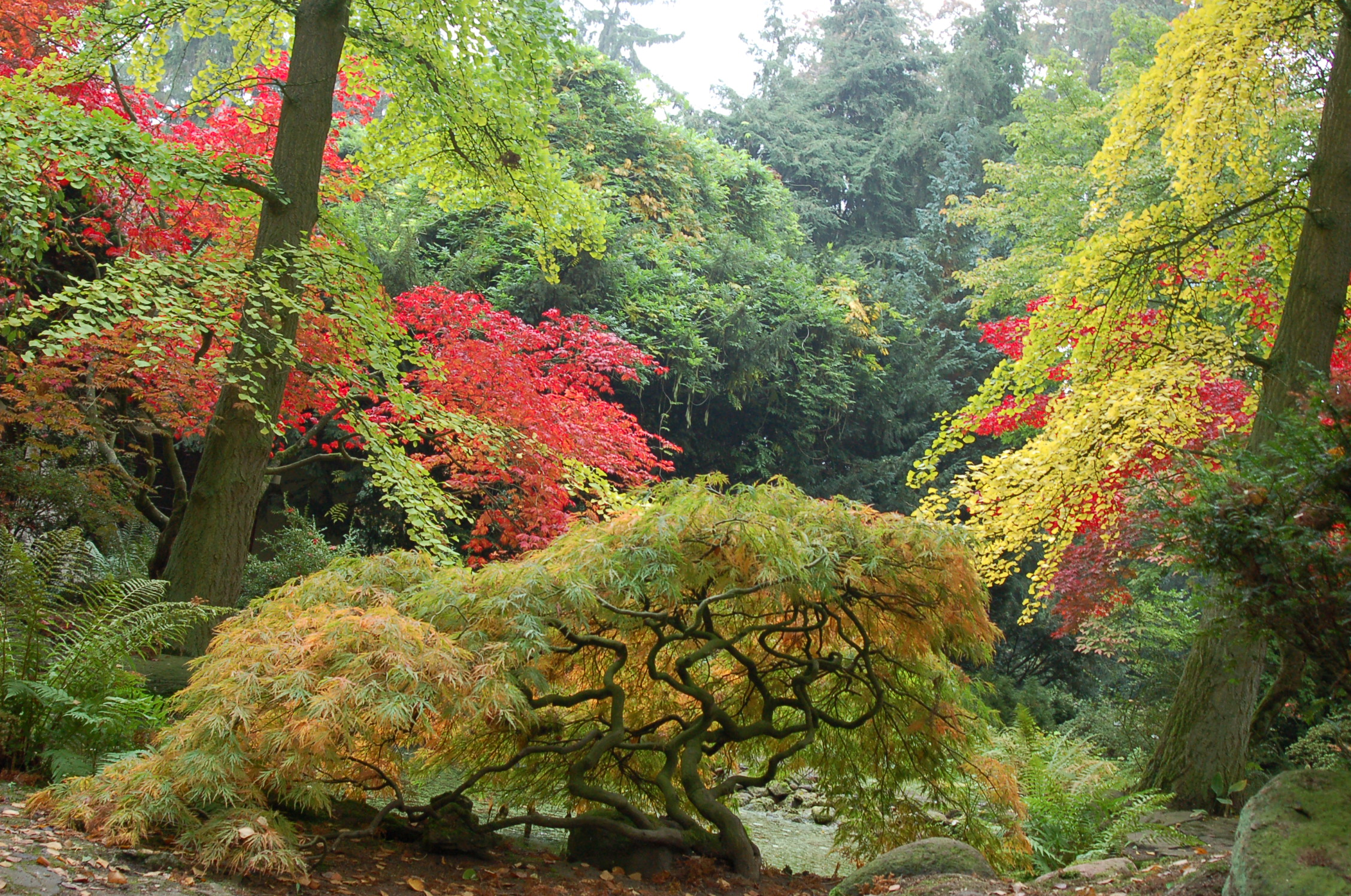
日本庭園、Przelewice (シュチェチン近く)
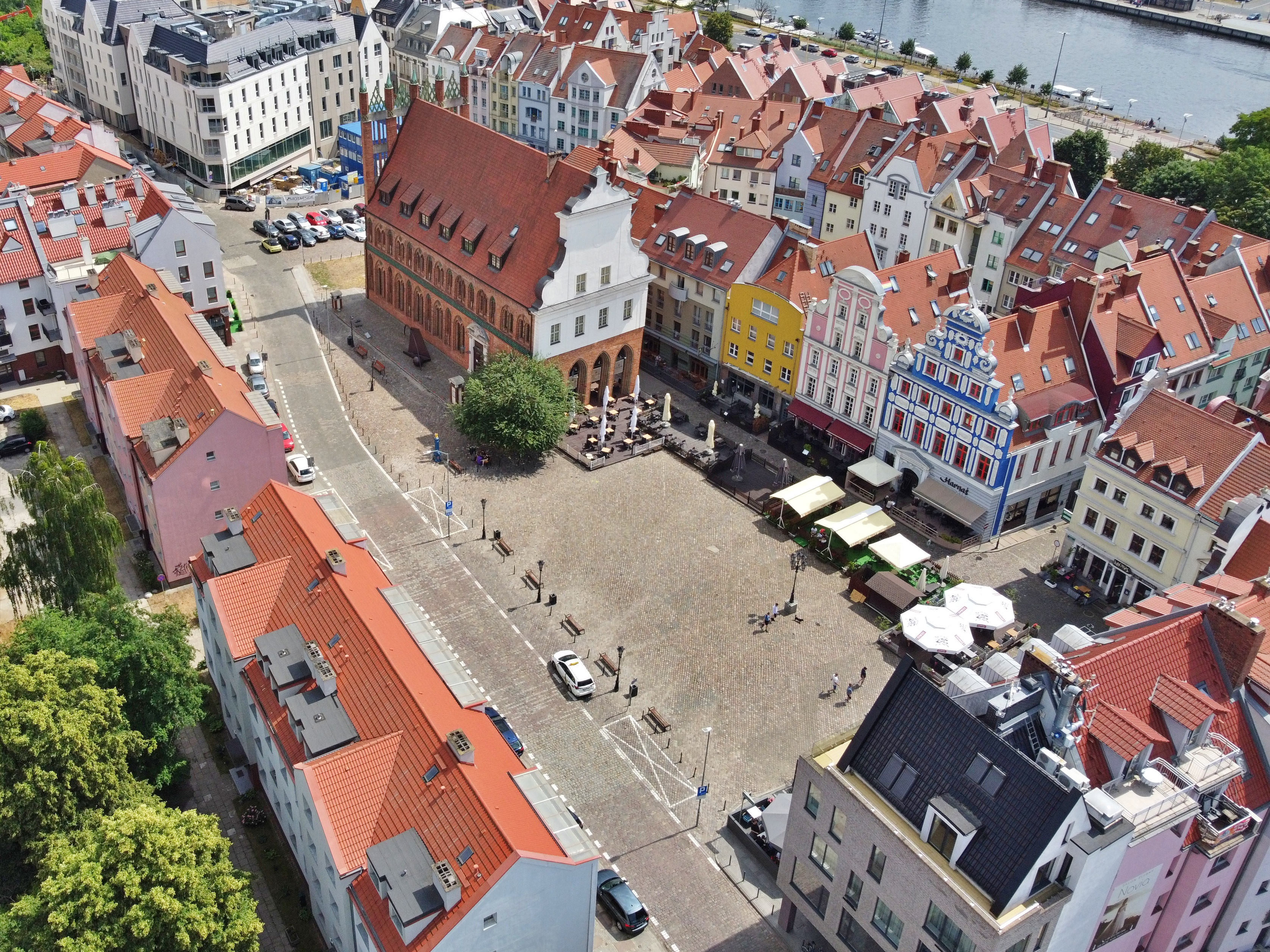
シュチェチン
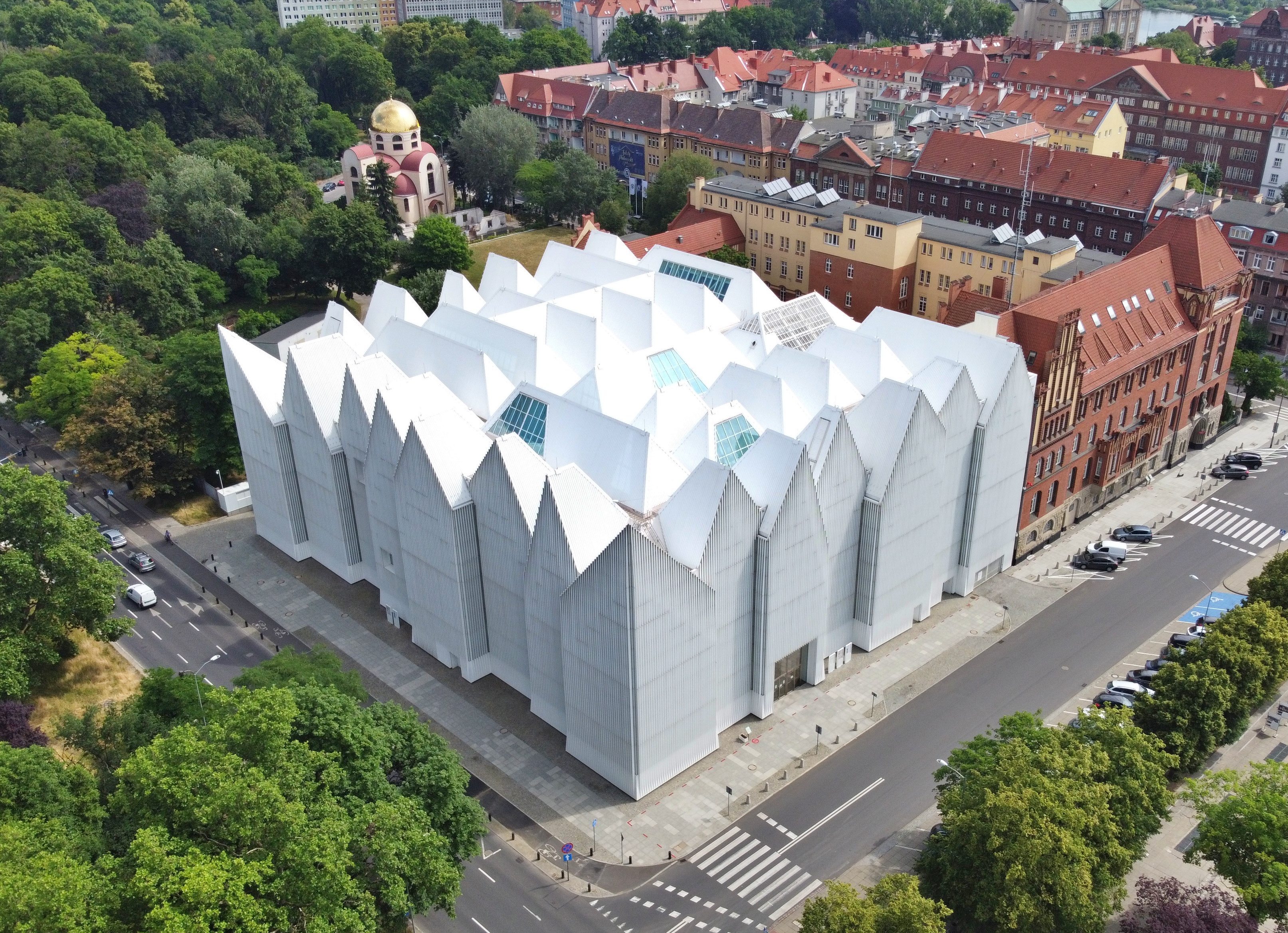
シュチェチン
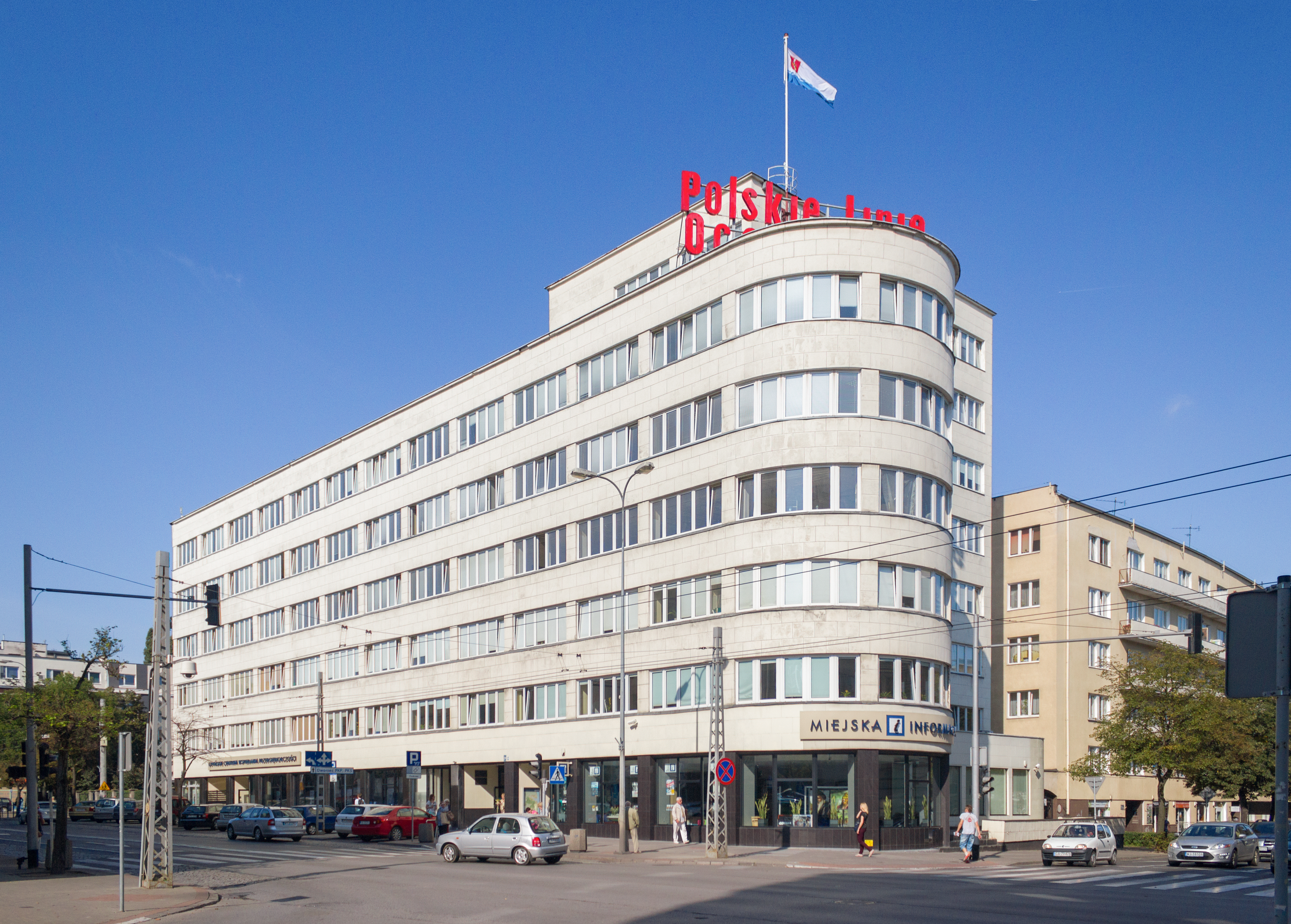
モダニズムの町グディニア
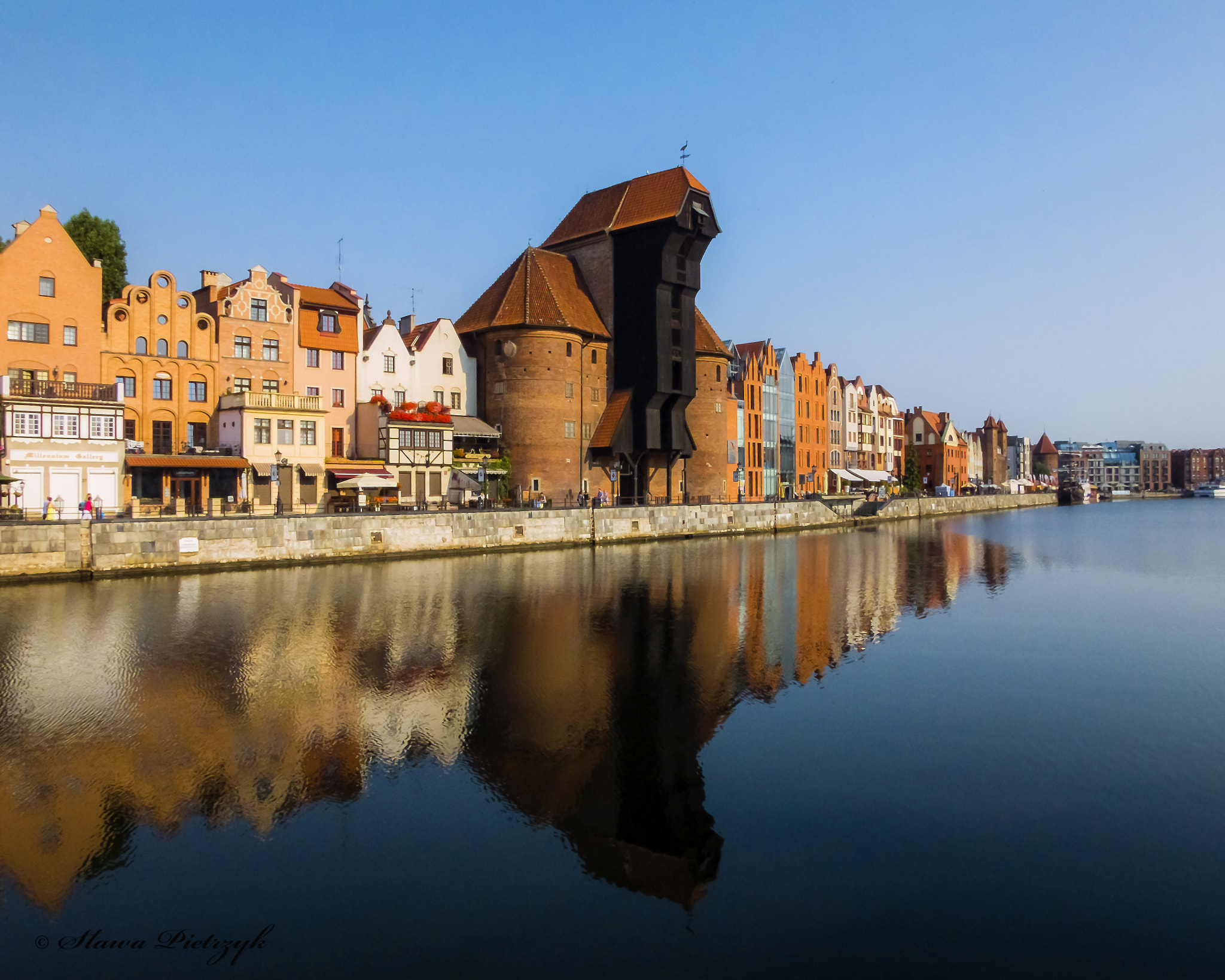
グダニスク
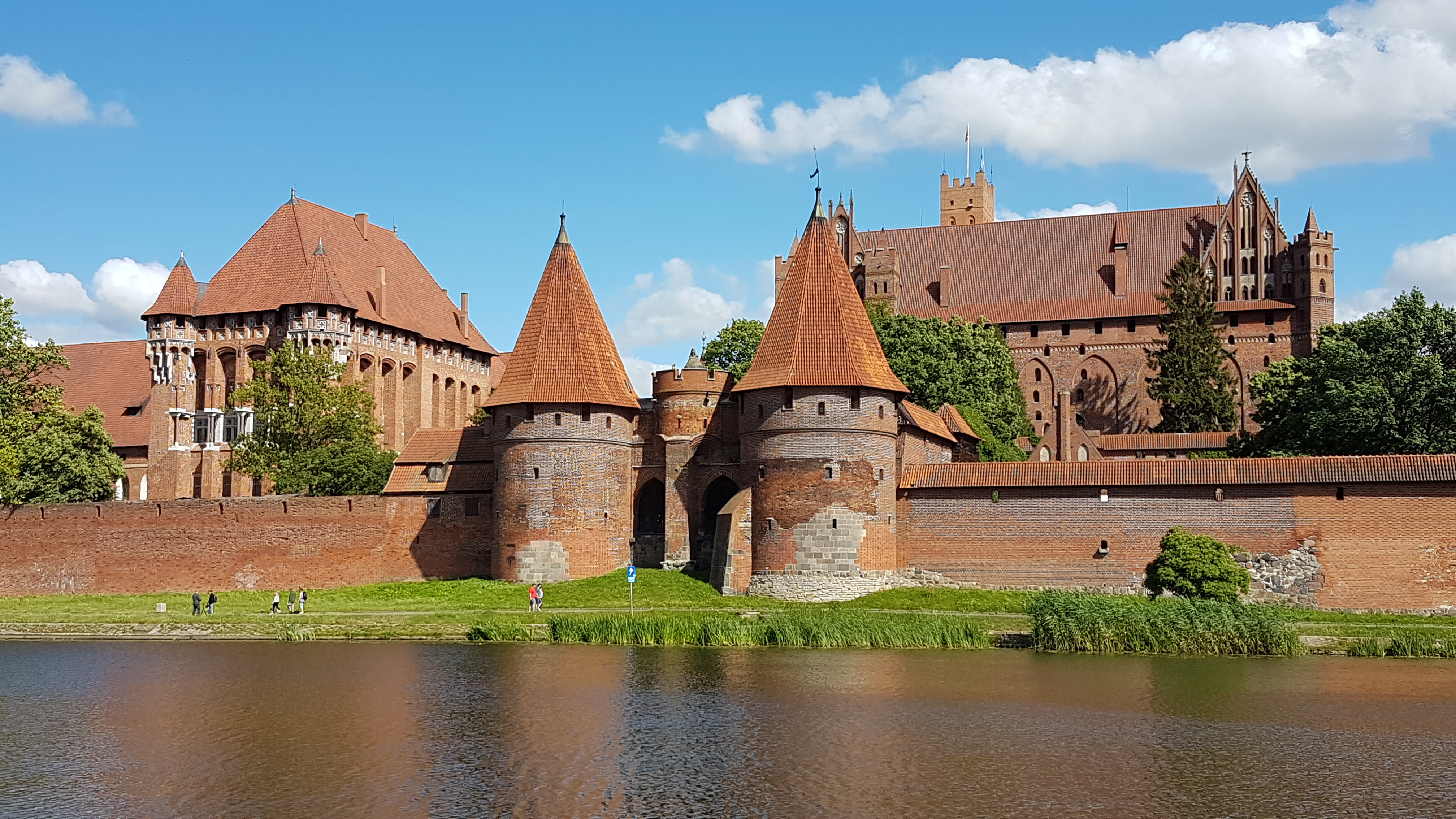
マルボルク
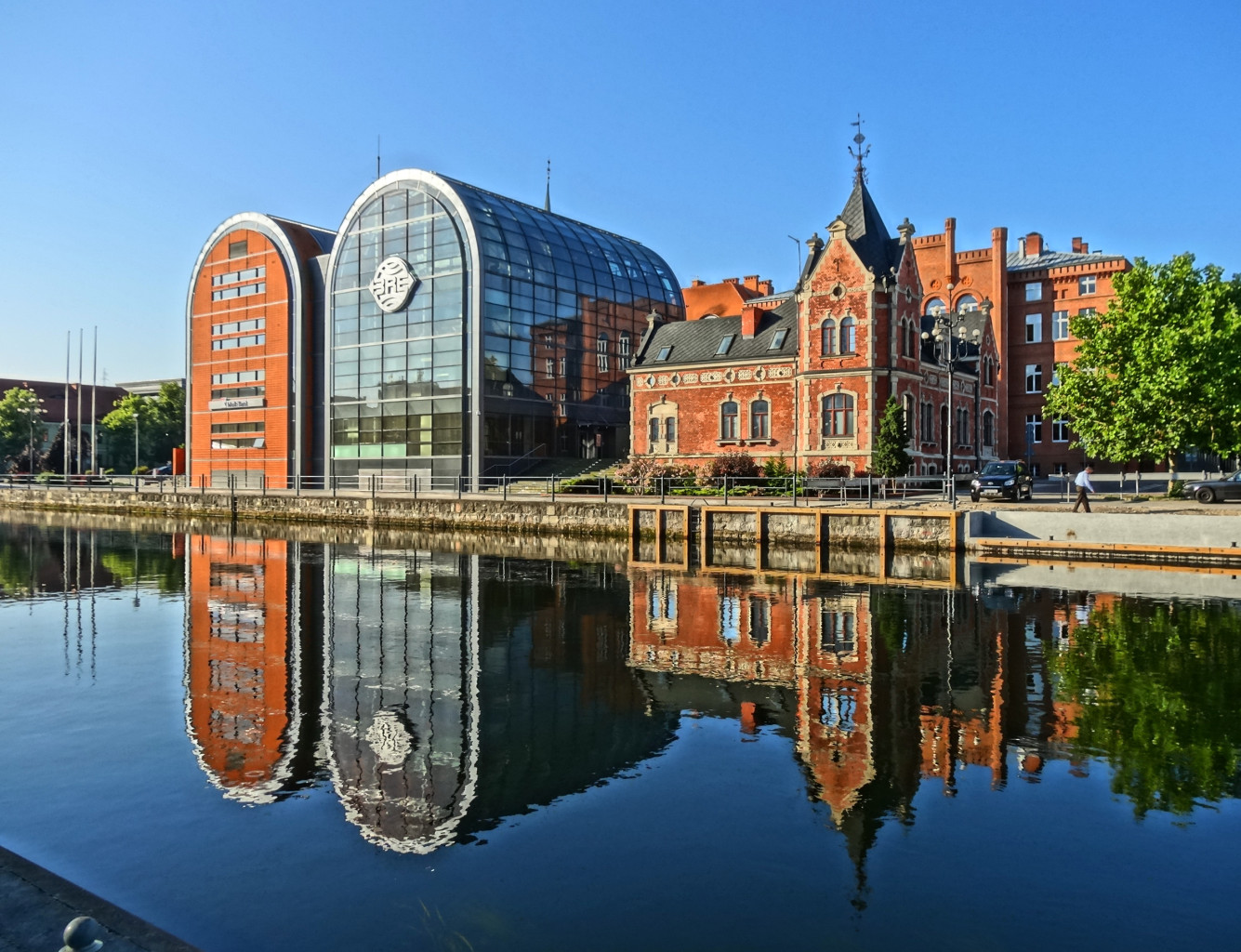
ブィドゴシュチュ
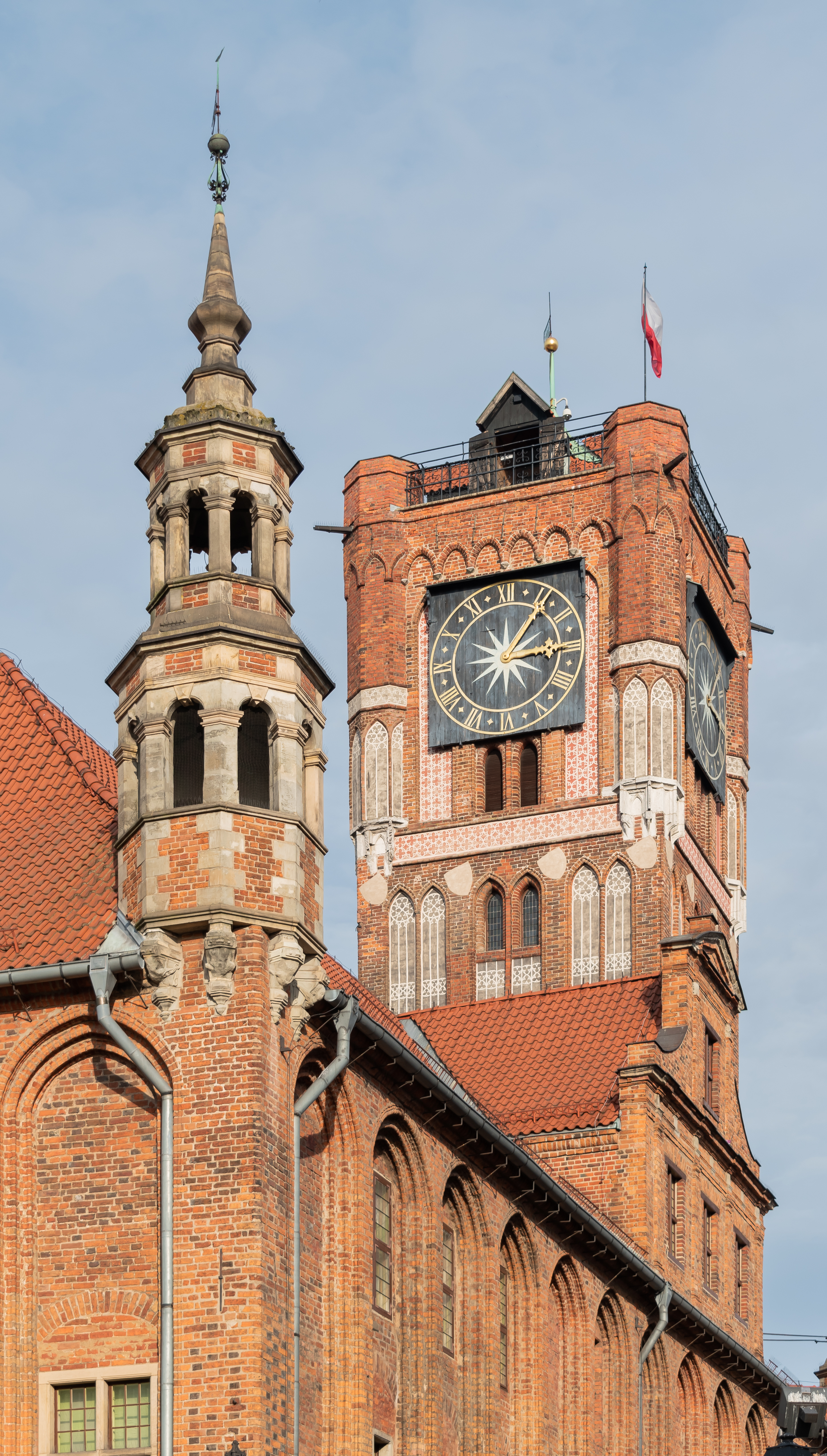
トルニ
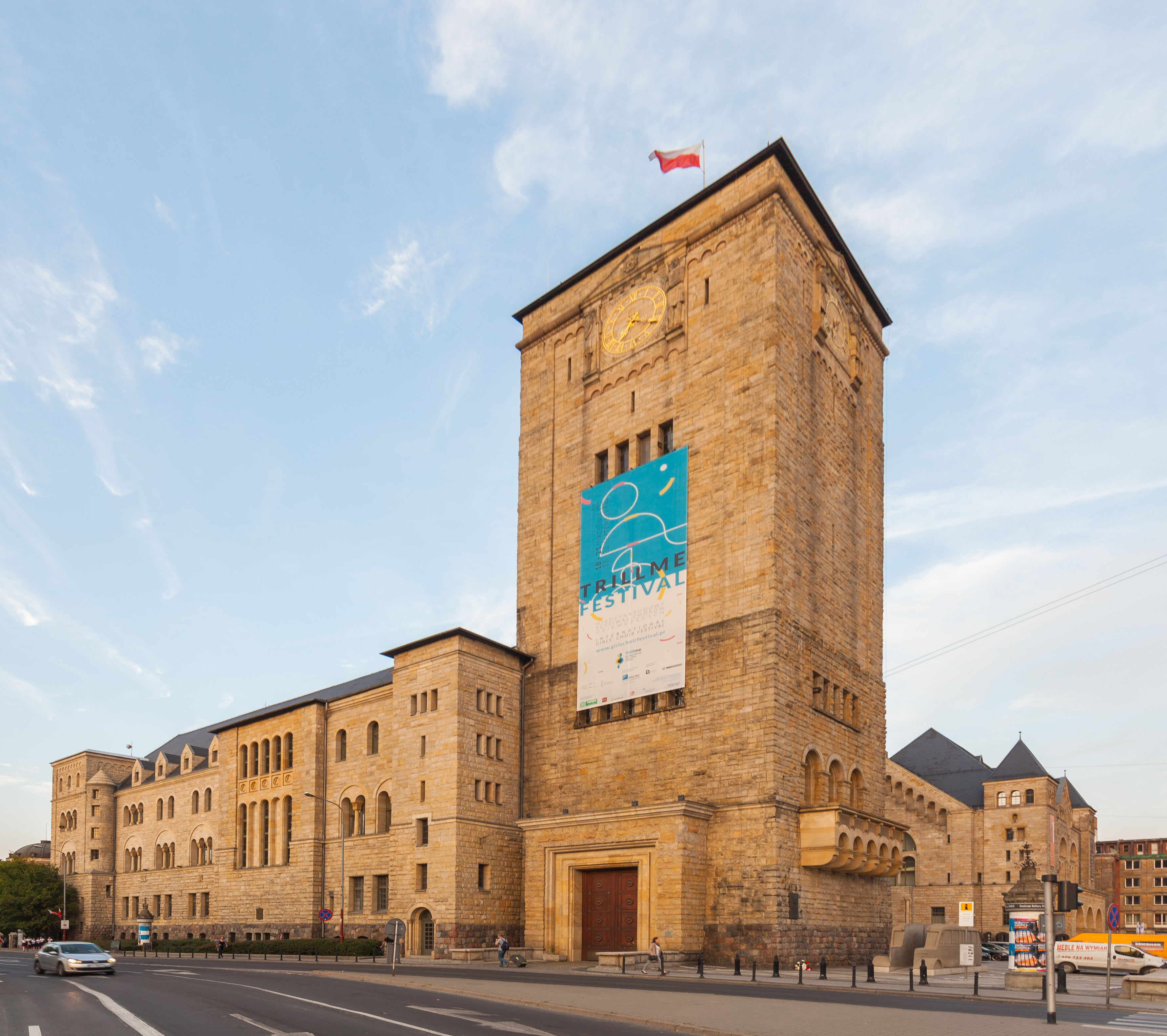
ポズナン
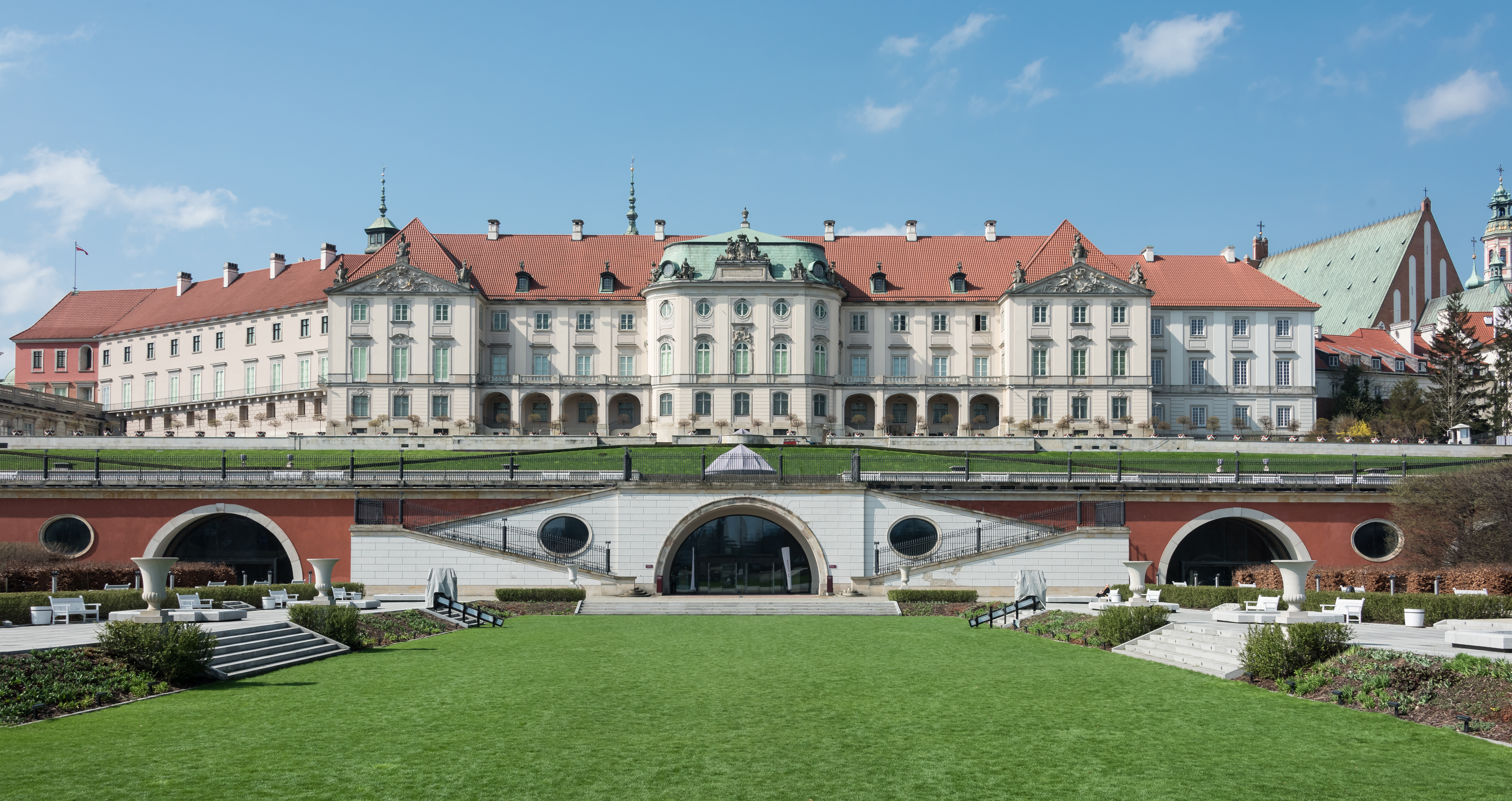
ワルシャワ王宮前
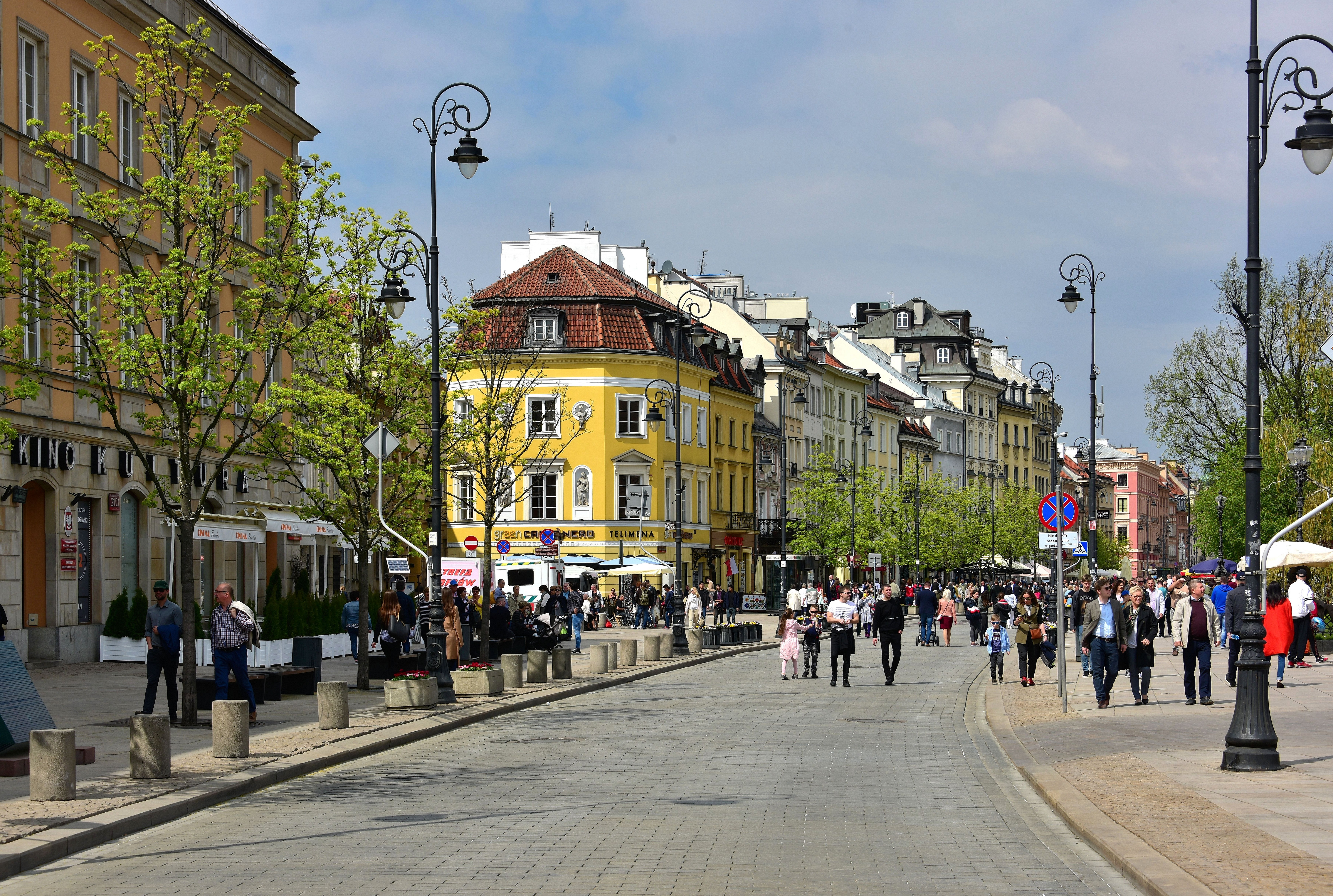
ワルシャワの「クラクフ郊外通り」
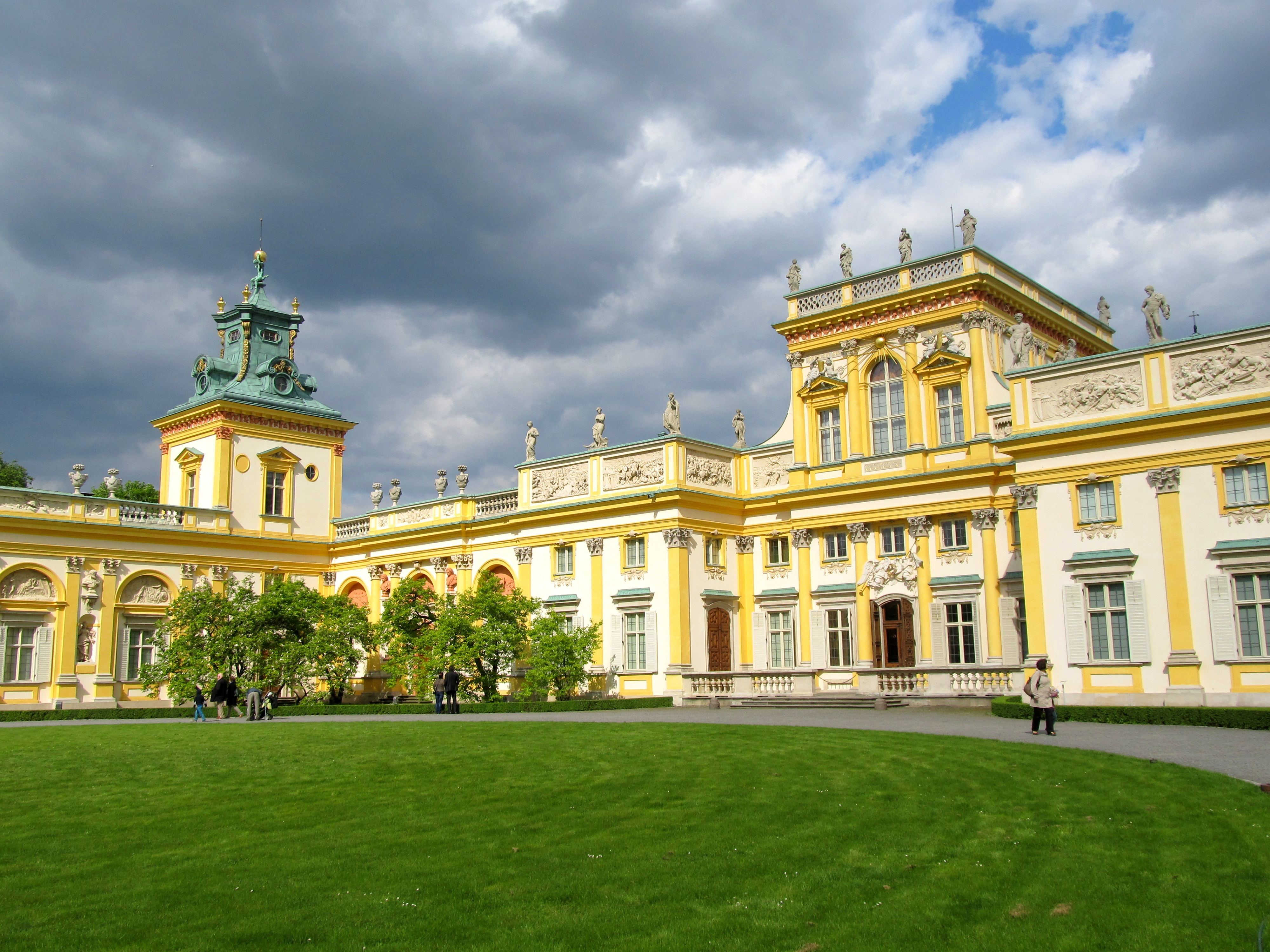
ワルシャワのヴィラヌフ宮殿
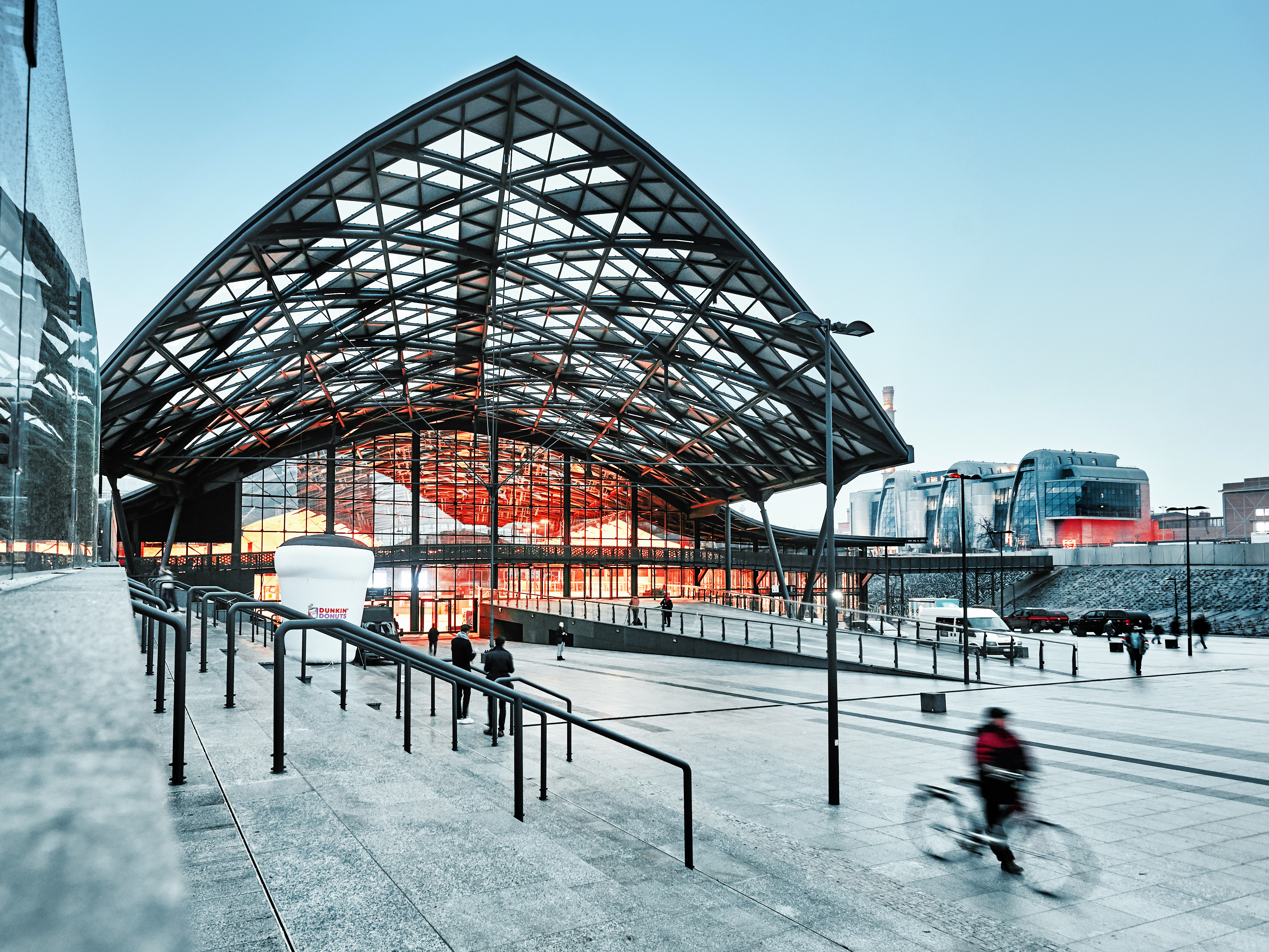
ウッヂ
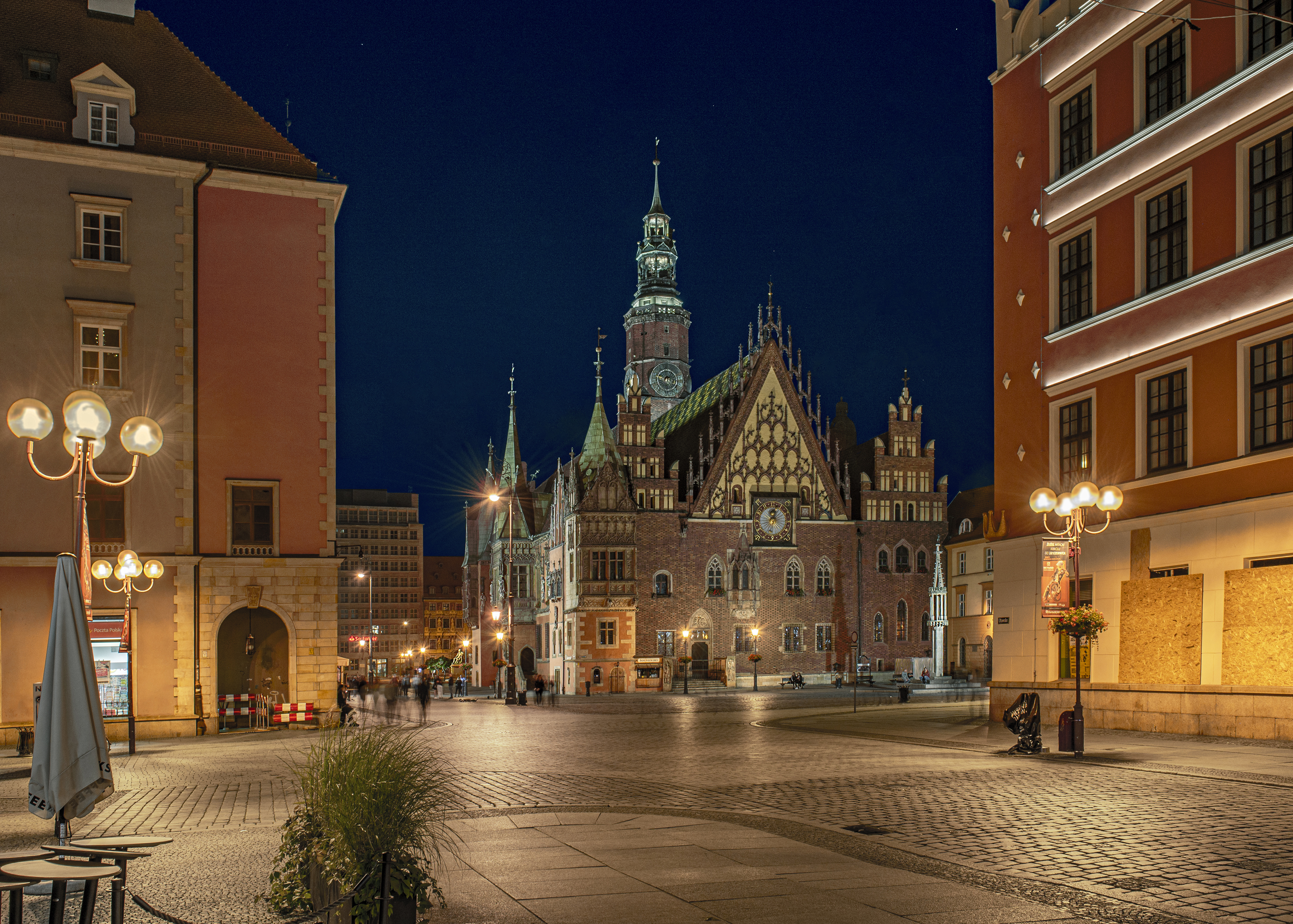
ヴロツワフ
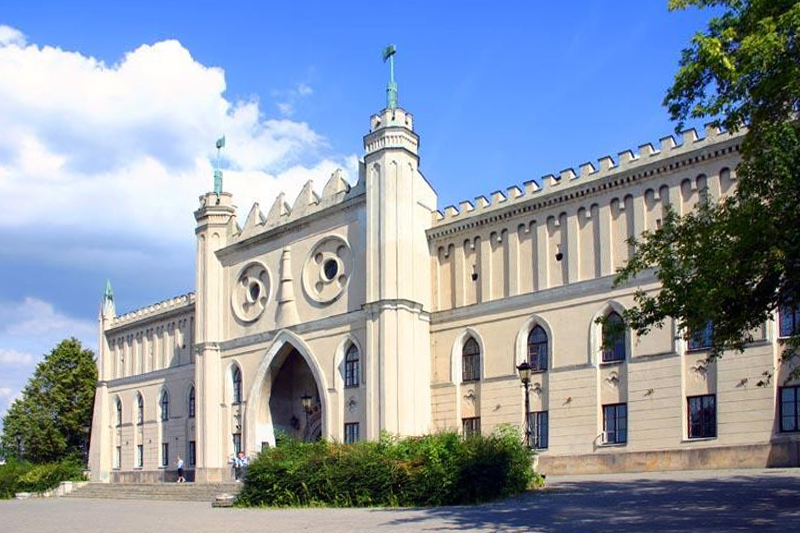
ルブリン
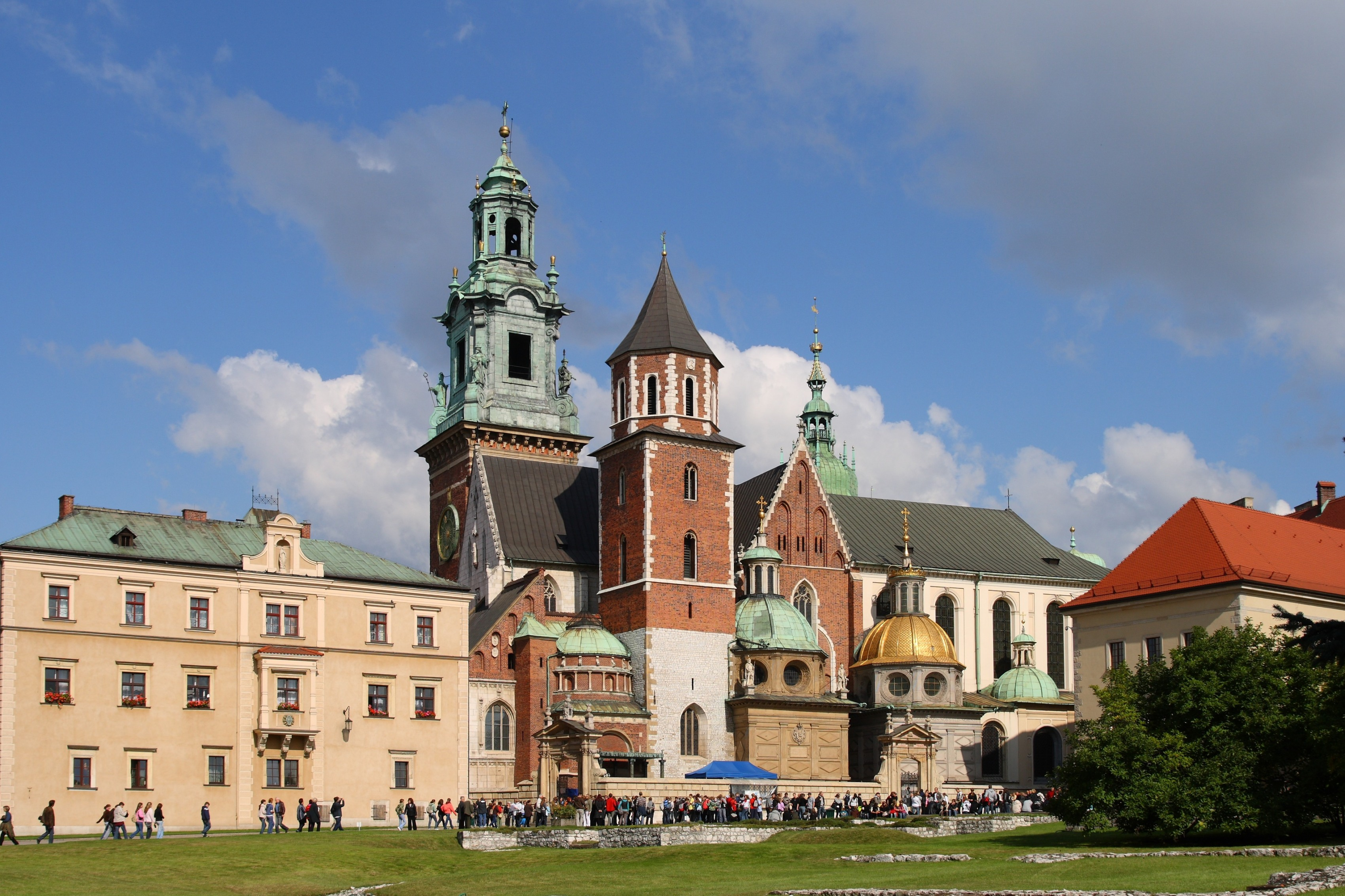
クラクフのヴァヴェル城内
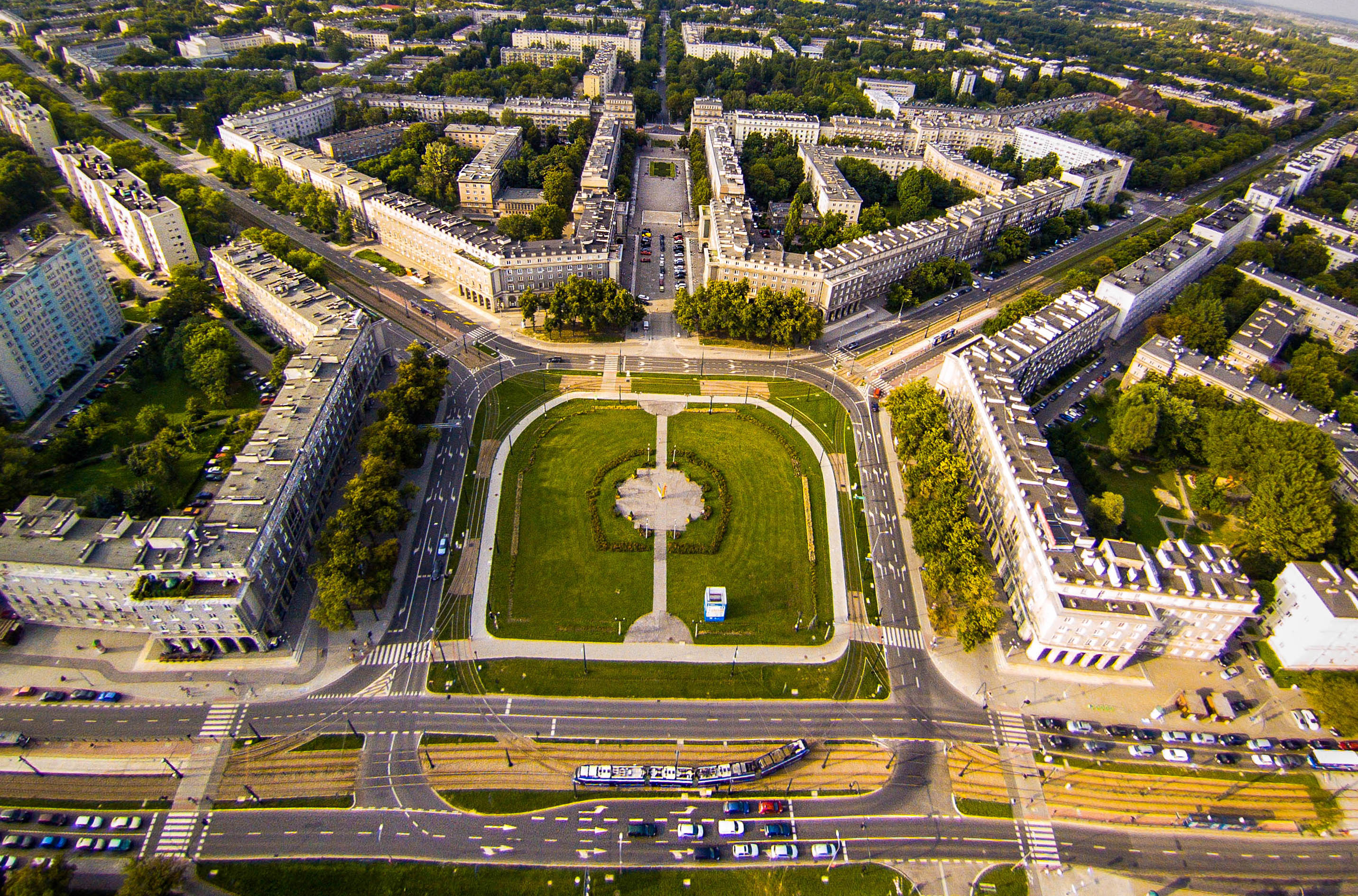
ノヴァ・フタ
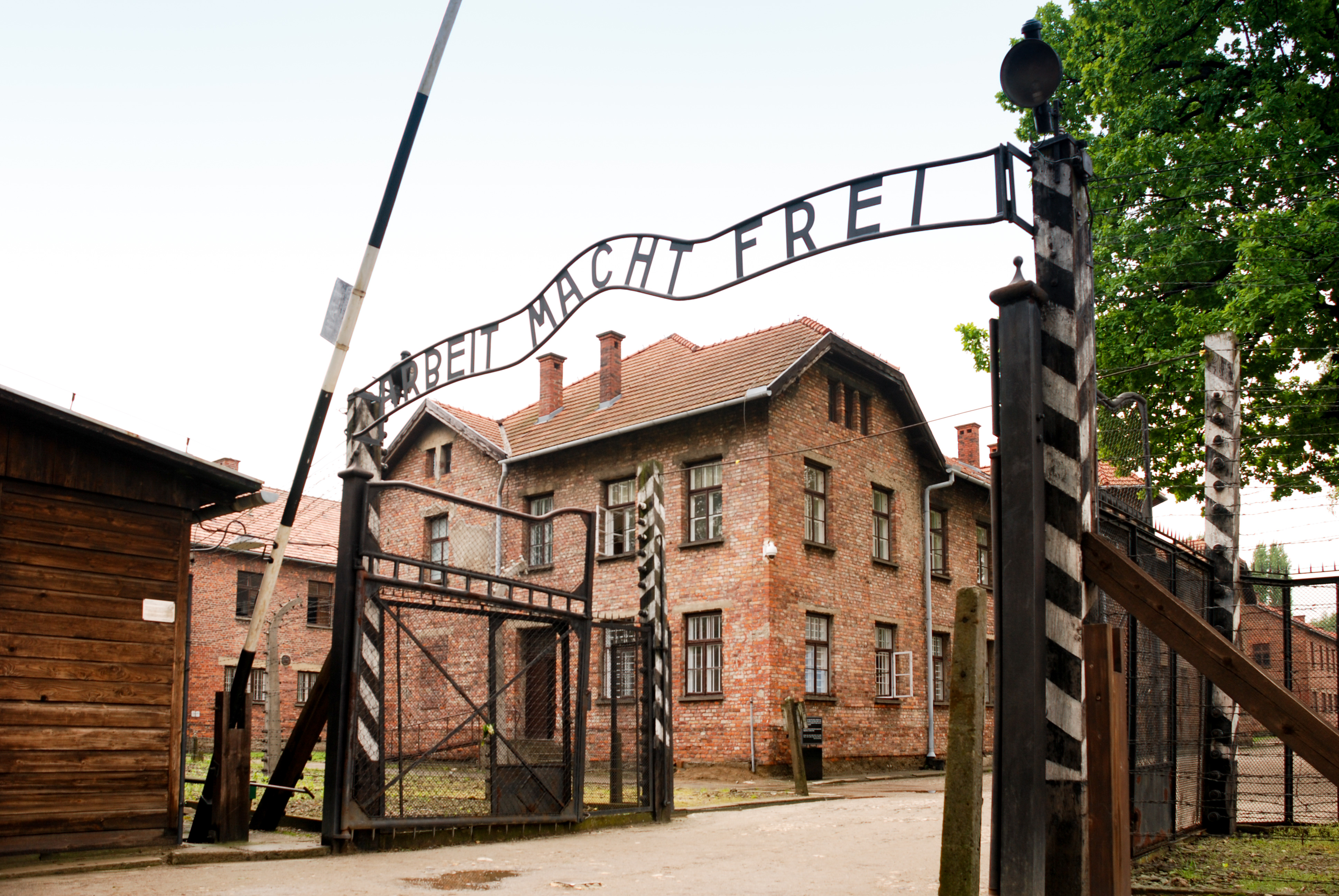
アウシュヴィッツ＝ビルケナウ強制収容所
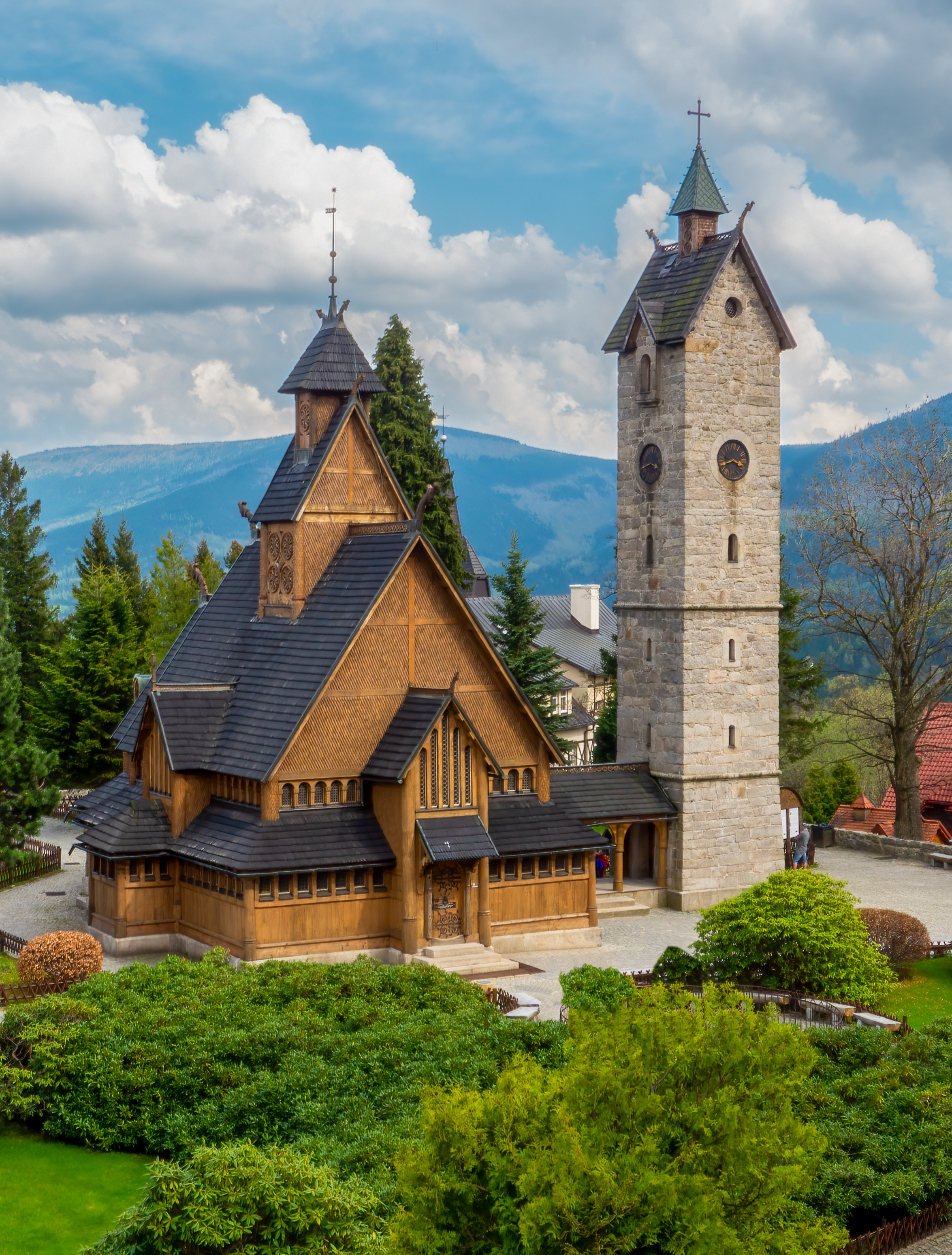
カルパッチ、王の神殿
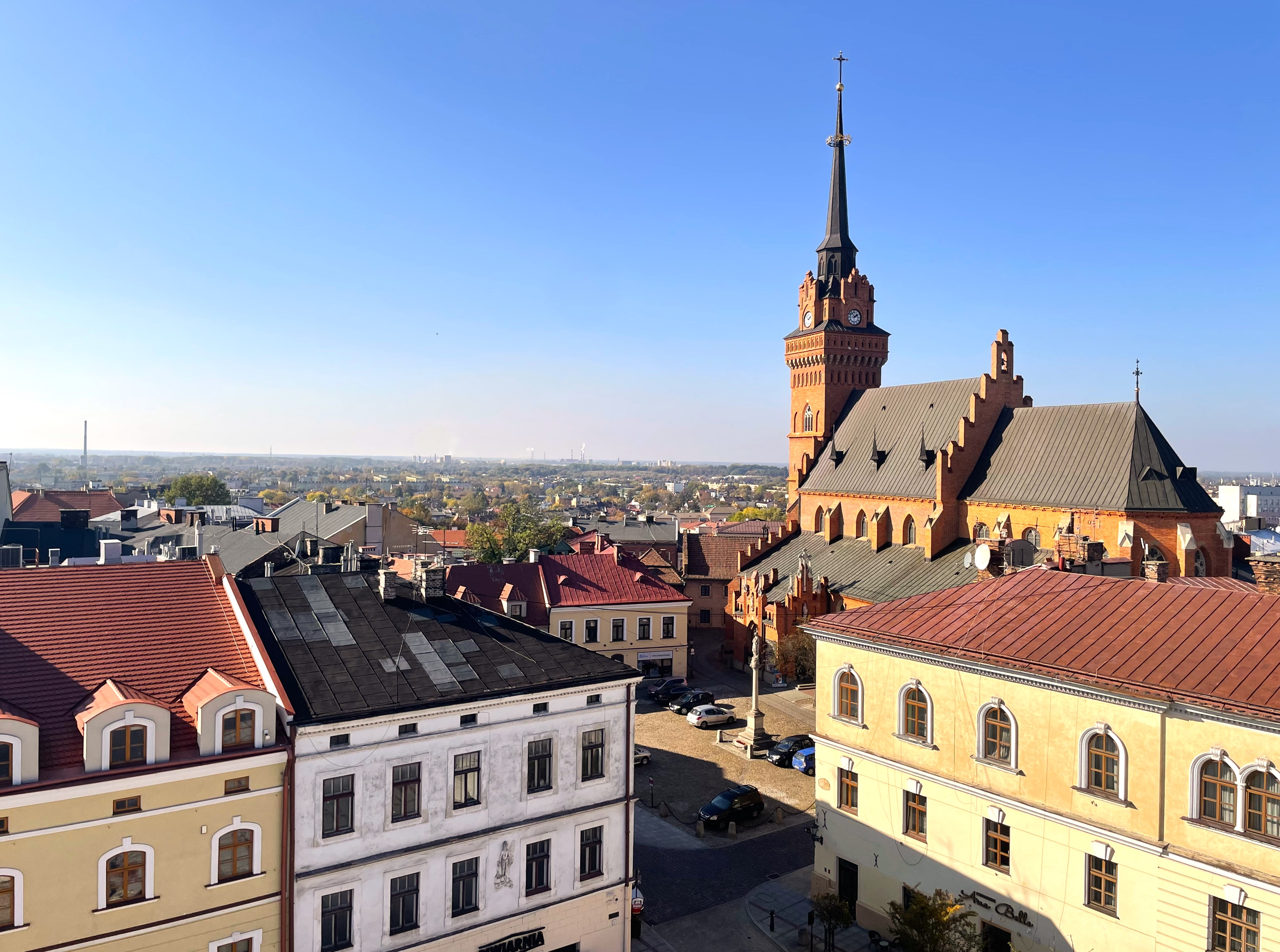
タルヌフ
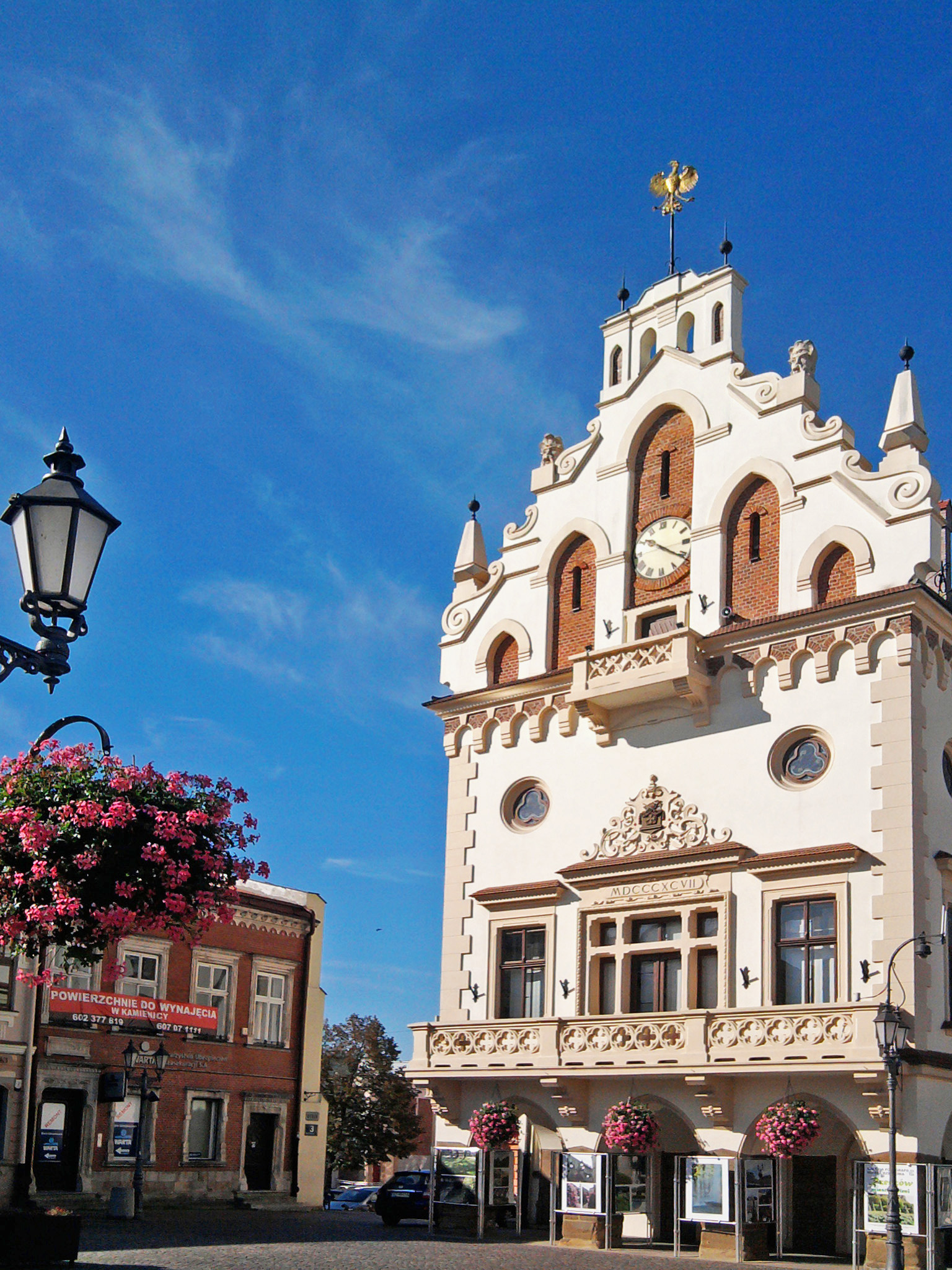
ジェシュフ
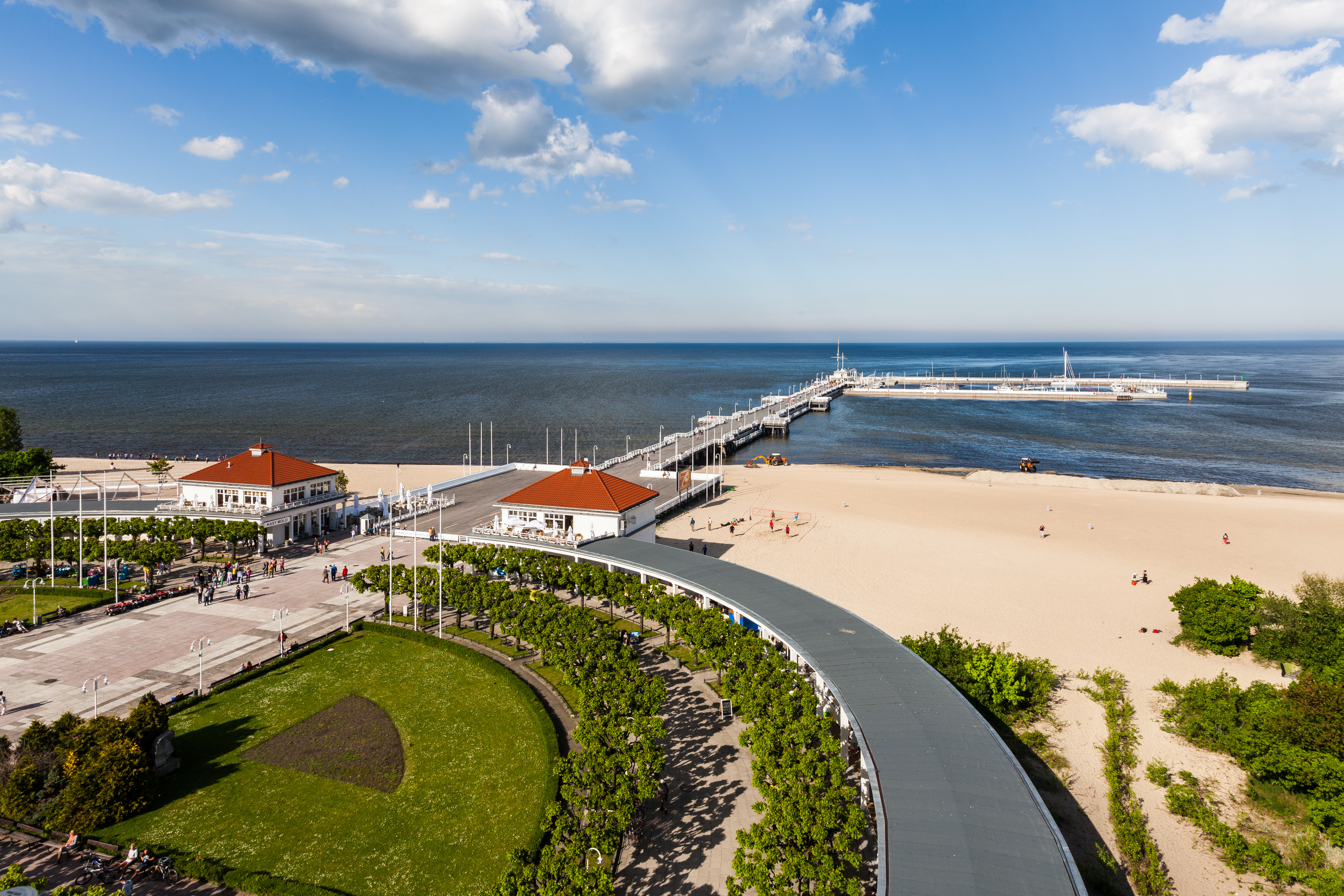
ソポトにあるヨーロッパ最大最長の木造観光桟橋 桟橋のたもと付近と桟橋の突端にはカフェやレストランが並ぶ